# Abraham Lincoln
Abraham Lincoln   (Sinking Spring Farm, 12 de febrer de 1809 - Petersen House, 15 d'abril de 1865) fou el 16è president dels Estats Units d'Amèrica, el primer dels quals del Partit Republicà. Va servir en el càrrec des del març de 1861 fins que fou assassinat l'abril de 1865. Lincoln va liderar als Estats Units a la Guerra Civil, la guerra més violenta i la major crisi moral, constitucional i política de la història del país. A través d'aquesta guerra, preservà la Unió, abolí l'esclavitud, enfortí el govern federal i va modernitzar l'economia.
Criat a una família pobra del Far West, Lincoln estudià d'advocat pel seu compte i exercí com a tal a Illinois, fou líder del Partit Whig, fou elegit legislador estatal de la Cambra de Representants d'Illinois als anys 30 i membre del Congrés per un terme als anys 40. Promogué la ràpida modernització de l'economia a través de bancs, canals, línies de ferrocarril i aranzels per encoratjar la construcció de fàbriques; s'oposà a la guerra amb Mèxic el 1846. El 1858, després d'un seguit de debats molt divulgats en els quals ell es posicionà en contra de l'expansió de l'esclavitud, Lincoln perdé el Senat contra el seu gran rival, el demòcrata Stephen A. Douglas. Lincoln, un moderat d'un estat indecís, s'assegurà el nomenament presidencial del 1860. Tot i el seu escàs suport als estats esclavistes, Lincoln arrasà al Nord i fou elegit president el 1860. La seva victòria inspirà set estats del sud a escindir-se dels Estats Units i formar la Confederació abans que prengués el càrrec. Era impossible arribar a cap acord pel que feia a l'esclavitud.
Quan el Nord es replegà darrere de la bandera nacional després de l'atac de la Confederació a Fort Sumter el 12 d'abril de 1861, Lincoln centrà els seus esforços militars i polítics en la guerra. El seu principal objectiu era reunir la nació. Suspengué l'habeas corpus, arrestant i detenint sense judici milers de suposats secessionistes als estats fronterers. Lincoln evità una intervenció britànica en distendre l'Afer Trent, la crisi que va tenir lloc de novembre a desembre de 1861. Els seus nombrosos i complexos moviments per acabar amb l'esclavitud se centraren en la Proclamació d'Emancipació el 1863. Va utilitzar l'Exèrcit per protegir els esclaus escapats, encoratjar els estats fronterers de prohibir l'esclavitud i ajudar a passar la tretzena esmena de la Constitució dels Estats Units, que abolí l'esclavitud de manera permanent. Lincoln supervisà de prop les tàctiques de guerra, en especial la selecció de generals, inclòs el general en cap Ulysses S. Grant. Prengué les decisions crucials de l'estratègia militar de la Unió. La Marina de Lincoln efectuà un bloqueig naval que entorpí l'intercanvi del Sud, ajudà a prendre el control de Kentucky i Tennessee i guanyà el control del sistema fluvial meridional amb l'ús de canoneres. Lincoln intentà múltiples vegades la captura de Richmond, capital de la Confederació; cada cop que un general fracassava, Lincoln el substituïa per un altre, fins que Grant ho aconseguí finalment el 1865.
Un polític excepcionalment astut profundament involucrat en els assumptes de cada estat, Lincoln rebé el suport dels "War Democrats" (Demòcrates que donaven suport al Nord i no pas al Sud) i aconseguí la seva reelecció el 1864. Com a líder de la facció moderada del Partit Republicà, Lincoln s'enfrontà als Republicans radicals que exigien un tracte més sever amb el Sud, als War Democrats que demanaven més compromís, als Demòcrates antiguerra anomenats Copperheads que el menyspreaven i als secessionistes irreconciliables que planificaven la seva mort. Políticament, Lincoln contraatacà enemistant els seus opositors entre si, atraient el poble americà amb els seus poders d'oratòria i amb un cautelosament planificat clientelisme polític. El seu famós discurs de Gettysburg de 1863 es convertí en una declaració icònica de la dedicació americana als principis de nacionalisme, republicanisme, igualitarisme, llibertat i democràcia. Lincoln tenia una visió moderada de la Reconstrucció, pretenent reunir la nació ràpidament a través d'una política de reconciliació generosa davant la divergència persistent i amarga del país. Sis dies després de la rendició del general a càrrec de la Confederació, Robert Lee, Lincoln fou assassinat per John Wilkes Booth, un actor reconegut i simpatitzant dels Estats Confederats.
Consistentment Lincoln és enumerat com un dels millors presidents de la història dels Estats Units, tant pels estudiosos com pel públic general.

## Vida privada
Va néixer el 12 de febrer de 1809 en una cabana de troncs situada a 5 quilòmetres de la ciutat de Hodgenville, a l'actual Comtat de LaRue de l'estat de Kentucky. Els seus pares, Thomas Lincoln i Nancy Hanks, havien nascut a Virgínia i com molts altres agricultors pioners s'havien traslladat a l'oest. La família Lincoln procedia d'Anglaterra. El 1637, Samuel Lincoln, aprenent de teixidor, va abandonar la Gran Bretanya i es va traslladar a Amèrica del Nord, instal·lant-se a Hingham (Massachusetts). Més endavant, els Lincoln es van establir a Nova Jersey, Virgínia, Pennsilvània, fins a arribar finalment a Kentucky, on Thomas Lincoln, als vint-i-vuit anys, es va casar amb Nancy Hanks, de vint-i-dos, el 12 de juny de 1806.

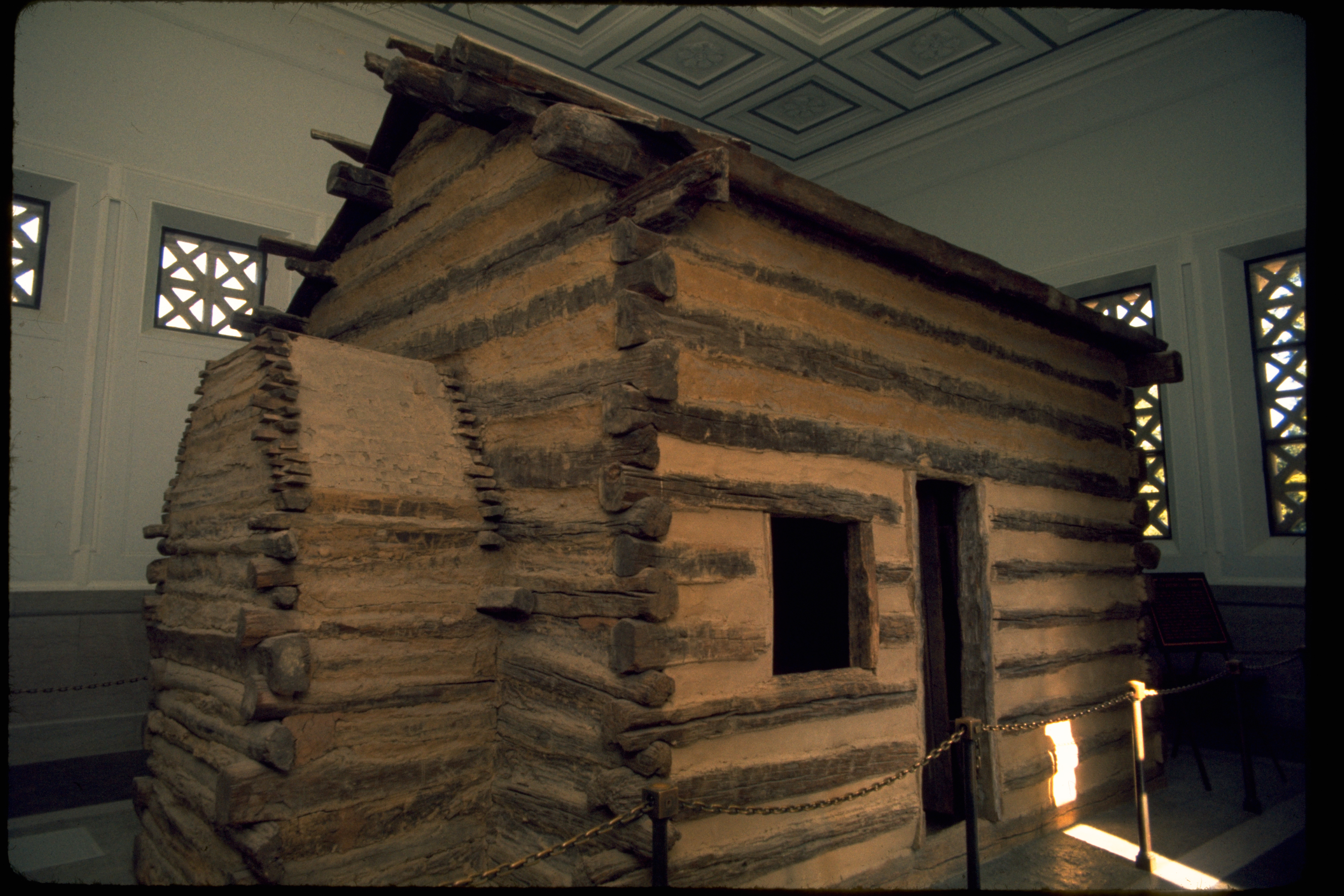
Reconstrucció de la cabana de troncs al Parc Nacional situat en el lloc de naixement d'Abraham Lincoln

Quan Abraham Lincoln tenia set anys la seva família es va arruïnar, en perdre les seves terres per una ordre judicial, i van haver de traslladar-se a Indiana. Als nou anys, la seva mare va morir per "la malaltia de la llet" (enverinament per beure llet d'una vaca que havia menjat una herba tòxica), i el seu pare es va tornar a casar al cap d'un any, amb Sarah Bush Lincoln. Lincoln va tenir sempre una relació excel·lent amb la seva madrastra; fins i tot millor que amb el seu pare, de qui es va anar distanciant.

### Joventut
Als dinou anys, Abraham va ser contractat per James Gentry per portar productes agrícoles amb el fill d'en Gentry amb un rai amb el qual havien de baixar pel riu Ohio i el Mississipi fins a Nova Orleans (Louisiana). Va ser un viatge de tres mesos, que li va obrir els ulls a la varietat i grandesa del seu país, i li va suposar el primer contacte amb la forma de vida urbana. Mentre comerciaven per la costa del sucre de Louisiana, es van veure obligats a rebutjar l'atac d'una banda de lladres negres.
El 1830, el seu pare va decidir tornar a traslladar-se. La hisenda a Indiana produïa poc i la febre làctia amenaçava el seu bestiar. John Hanks vivia a Illinois, des d'on enviava notícies sobre aquelles terres, i Thomas va decidir marxar cap allà. Després d'un llarg viatge, el grup va arribar a la vora del riu Sangamon, a prop de Springfield (Illinois), l'any 1830. Allà van construir la seva nova casa. L'hivern següent va ser molt dur, i la família va reconsiderar tornar a Indiana. Finalment, l'any següent, el pare va traslladar-se al Comtat de Coles (Illinois), i Abraham Lincoln, de 22 anys, va decidir establir-se pel seu compte: ell, el seu germanastre John Johnston i John Hanks van baixar en canoa pel riu Sangamon fins a New Salem (Massachusetts), on un home de negocis de la zona, Denton Offutt, els havia contractat per portar una càrrega fins a Nova Orleans, tot baixant pels rius Sangamon, Illinois i Mississipi.
Impressionat per la traça que demostrava Abraham Lincoln, al seu retorn de Nova Orleans Offut li va oferir de fer-se càrrec d'una botiga i un molí a Nova Salem, on es va instal·lar el juliol de 1831. Lincoln tenia ja vint-i-dos anys, i ja era major d'edat. Ell mateix va dir més endavant:
| « | Però, jo ignorava moltes coses. Sabia llegir, escriure i comptar, i fer la regla de tres, però res més. Mai no vaig estudiar en una escola o acadèmia. El que tinc en matèria d'educació l'he anat recollint d'aquí i allà, sota les exigències de la necessitat. | » |

Tenia certa fama local com a practicant de lluita lliure, i era traçut amb la destral. Lincoln evitava la caça i la pesca, perquè no li agradava matar animals, ni per menjar. Pel que fa a la seva constitució, era molt alt (1,93 m), i fort.

### Casament i família

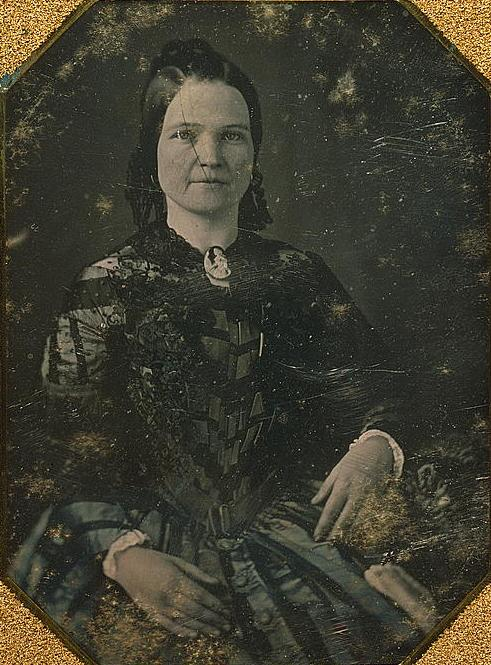
Fotografia de Mary T. Lincoln

El primer amor de Lincoln fou Ann Rutledge. La va conèixer en traslladar-se a New Salem, i el 1835 mantenien una relació romàntica. Però Rutledge va morir el 25 d'agost, probablement de febre tifoidea.
Prèviament, el 1833 o 1834, havia conegut Mary Owens, germana de la seva amiga Elizabeth Abell, quan la visitava des de Kentucky. A final de 1836, Elizabeth li va proposar d'establir relacions amb la seva germana si mai tornava a New Salem, i ell hi va estar d'acord. Va tornar el novembre de 1836 i Lincoln va festejar amb ella durant un cert temps; però tots dos tenien recances sobre la seva relació. El 16 d'agost de 1837, Lincoln va escriure a Mary des de Springfield, on s'havia traslladat l'abril per obrir la seva consulta d'advocat, suggerint-li que tallessin la relació. No va contestar, i es va acabar el festeig.
El 1840, Lincoln es va comprometre amb Mary Todd, d'una família rica i propietària d'esclaus de Lexington (Kentucky). Es van conèixer a Springfield (Illinois) el desembre de 1839, i es van comprometre el 1840. Es va fixar el casament per al dia de cap d'any de 1841, però la parella es va separar quan s'acostava la data assenyalada. Més endavant es van retrobar en una festa, i finalment es van casar el 4 de novembre de 1842, a la mansió de la germana de Mary, a Springfield. El 1844, la parella va comprar una casa a la cantonada dels carrers Vuit i Jackson a Springfield, a prop de la consulta de Lincoln.
La parella va tenir quatre fills. El gran, Robert Todd Lincoln, va néixer a Springfield l'1 d'agost de 1843. Va ser l'únic fill que va arribar a l'edat adulta, i més endavant va arribar a ser Secretari de Guerra del govern estatunidenc.
Els altres fills de Lincoln també van néixer a Springfield, i van morir de petits, o durant l'adolescència: Edward Baker (10 de març de 1846 – 1 de febrer de 1850), Willie Wallace (21 de desembre de 1850 – 20 de febrer de 1862) que va morir a Washington DC, durant el primer mandat del president, i Thomas "Tad" (4 d'abril de 1853 – 16 de juliol de 1871), que va morir a Chicago (Illinois).

## Inicis de la seva trajectòria política
Lincoln va començar la seva carrera política el març de 1832, als 23 anys, quan va presentar la seva candidatura a l'Assemblea General d'Illinois. El punt central del seu programa era millorar la navegació pel riu Sangamon. Abans de les votacions va ser capità d'una companyia de la milícia d'Illinois durant la guerra de Black Hawk, encara que no va entrar mai en combat. Lincoln va tornar de la guerra al cap de pocs mesos i va poder fer campanya per tot el comtat abans de les votacions del 6 d'agost. Quan es van comptar els vots, Lincoln va quedar vuitè de tretze candidats (només sortien els quatre primers), però va obtenir 277 dels 300 vots del districte de New Salem.
El 1834, va guanyar un escó per l'assemblea de l'estat. Es presentava pel Partit Whig, però va fer una campanya no partidista. Llavors va decidir de fer-se advocat, i va començar a aprendre'n llegint Commentaries on the Laws of England. Va obtenir el permís per exercir el 1837, i va traslladar-se a Springfield, Illinois el mes d'abril del mateix any, on va començar a fer d'advocat amb el cosí de la seva dona, que li deixava consultar la seva biblioteca legal mentre estudiava. Va guanyar reputació com a adversari terrible durant els interrogatoris creuats i les conclusions finals, i va convertir-se en un professional competent amb molt d'èxit.
El 1841 Lincoln va associar-se amb William Herndon, que més endavant va ser el seu primer biògraf. Va representar el comtat de Sangamon durant quatre mandats consecutius a la Cambra de Representants d'Illinois, com a membre del Partit Whig. Durant la dècada dels 30, Lincoln ja va fer públic el seu menyspreu per l'esclavitud; el 1837, ell i un altre representant van declarar que "es fonamentava tant en la injustícia com en la mala política".

### Política Nacional

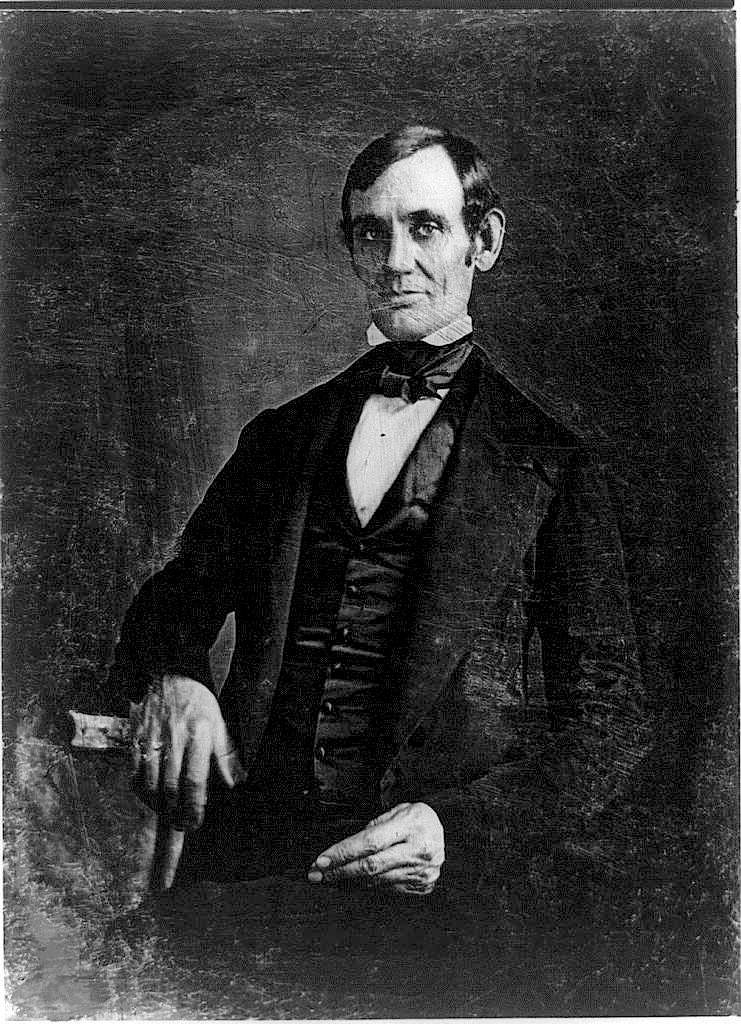
Lincoln el 1846 o 1847

Lincoln era Whig, i des de principis dels anys 30 havia admirat les idees de Henry Clay "Sempre he estat un Whig de la vella escola de Henry Clay" va dir a uns amics el 1861. El 1846, va ser escollit com a representant (diputat) a la Cambra de Representants dels Estats Units pel 7è Districte de l'Estat d'Illinois per al període del 4 de març de 1847 al 3 de març de 1849 (el mandat d'un representant als Estats Units és de dos anys). Durant el seu mandat, va ser fidel al partit Whig, presentant-se a la majoria de votacions i fent discursos que seguien la línia oficial del partit. Va aprofitar el seu càrrec per manifestar-se en contra de la Guerra mexicanoamericana, que va atribuir al desig de "glòria militar — aquest arc de Sant Martí, que surt dels ruixats de sang". del president Polk. La confrontació principal de Lincoln contra Polk va ocórrer en les seves "Proposicions del Punt" (Spot Resolutions): la guerra havia començat amb xocs violents en un territori disputat per Mèxic i Texas, però Polk havia insistit en el fet que els soldats mexicans havien "envaït el nostre territori i vessat la sang dels nostres conciutadans a la nostra pròpia terra". Lincoln va exigir que Polk ensenyés al Congrés el punt exacte on s'havia vessat sang, i que demostrés que aquell punt estava en terra americana. El Congrés no va aprovar mai la proposició, ni tan sols la va debatre, i el fet d'introduir-la li va fer perdre suport polític al seu districte.
Malgrat la seva admiració per Henry Clay, Lincoln va ser un dels partidaris principals de la candidatura de Zachary Taylor a les eleccions presidencials de 1848. Quan va acabar el mandat de Lincoln, l'administració Taylor, que acabava de guanyar, li va oferir el càrrec de governador del territori d'Oregon. Oregon, però, es decantava més aviat pels demòcrates, i Lincoln dubtava que el triessin com a governador o senador després d'entrar a la Unió, i va decidir tornar a Springfield.

### Advocat rural
En tornar a Springfield, Lincoln va concentrar-se en la feina d'advocat, arribant fins i tot a presentar un cas al Tribunal Suprem el 1849. Cap a mitjans dels anys 50, Lincoln es trobava amb interessos contraposats en el ram del transport, el de les barcasses i el ferrocarril. Al principi, Lincoln havia afavorit els interessos del transport fluvial. El 1849, havia obtingut una patent per a un "dispositiu per fer flotar vaixells per damunt de bancs de sorra". L'objectiu era reduir el calat d'un vaixell de riu empenyent flotadors horitzontals a l'aigua al costat del casc. Els flotadors havien de fer de tancs temporals de llast. No va arribar a comercialitzar-se, però Lincoln continua sent l'única persona amb una patent que ha estat president dels Estats Units. A principis dels anys 50, Lincoln també va defensar casos de la indústria del ferrocarril. Lincoln va presentar 175 casos al Tribunal Suprem d'Illinois, 51 de les quals com a defensor únic, dels quals en va guanyar 31.
El judici criminal més notori de Lincoln va arribar el 1858 quan va defensar William "Duff" Armstrong, que era jutjat per l'assassinat de James Preston Metzker. El cas és famós perquè Lincoln va afegir una prova no prevista per demostrar que un testimoni havia mentit en la seva declaració. Després que el testimoni assegurés que havia vist el crim a la llum de la lluna, Lincoln va treure un calendari del pagès per demostrar que la lluna en aquell dia estava en un angle tan baix que no feia prou llum per veure res amb claredat. Basant-se en aquesta prova, Armstrong va ser declarat innocent.
El 1854, va ser a Illinois, i no parlant com a polític sinó com a ciutadà, que Lincoln va fer un dels discursos més transcendents de la seva vida, acte que va marcar el seu retorn a la vida pública.

## Política republicana 1854–1860

### Retorn a la política
Lincoln va tornar a la política com a resposta a la Llei de Kansas-Nebraska de 1854, que eliminava expressament els límits a l'extensió de l'esclavitud que havia establert el Compromís de Missouri de 1820. El demòcrata d'Illinois Stephen A. Douglas, que era el senador més influent, va proposar la sobirania popular com a solució al carreró sense sortida de l'esclavitud, i la va incorporar a la Llei de Kansas-Nebraska. Douglas argumentava que en una democràcia, el poble havia de tenir dret de decidir si es permetia l'esclavatge o no al seu territori, en comptes de tenir-ho imposat pel Congrés de la Nació.
El 16 d'octubre de 1854, al "discurs de Peoria", Lincoln va resumir la seva posició sobre l'esclavitud que aniria repetint durant els següents sis anys, en el seu camí cap a la presidència.
| « | [La llei ha] declarat indiferència però, com he de suposar, un zel real i encobert per l'extensió de l'esclavatge, no puc evitar d'odiar-la. L'odio per la injustícia monstruosa de l'esclavitud mateixa. L'odio perquè priva el nostre exemple republicà de la seva justa influència sobre el món — permet que els enemics de les institucions lliures, amb plausibilitat, ens titllin d'hipòcrites — fa que els amics veritables de la llibertat dubtin de la nostra sinceritat, i especialment perquè força tants homes bons d'entre nosaltres a una guerra oberta amb els principis més fonamentals de la llibertat civil — criticant la Declaració d'Independència, i insistint que l'únic principi correcte d'acció és l'interès propi. | » |

Cap a la fi de 1854, Lincoln va decidir de presentar-se al Senat dels Estats Units pel Partit Whig. Malgrat que anava primer durant les sis primeres rondes de votació a la legislatura de l'estat, Lincoln va donar instruccions als seus seguidors perquè votessin a favor de Lyman Trumbull per evitar que guanyés el candidat pro-Nebraska Joel Aldrich Matteson. Trumbull va guanyar Matteson a la desena ronda de votacions. Els Whigs havien quedat dividits de manera irreparable per la Llei de Kansas-Nebraska. "Crec que sóc Whig, però d'altres diuen que no hi ha Whigs, i sóc un abolicionista, encara que l'únic que faig és oposar-me a l'expansió de l'esclavatge", va dir. A partir de restes de l'antic partit Whig, i de membres desencantats dels partits Demòcrata, del Sòl Lliure, i de la Llibertat, Lincoln va ser clau per donar forma al nou Partit Republicà. A la convenció republicana de 1856, Lincoln va quedar segon a la carrera per convertir-se en el candidat a vicepresident.
El 1857–58, Douglas va trencar amb el president Buchanan, cosa que va portar a una lluita pel control del Partit Demòcrata. Fins i tot alguns republicans de l'est van afavorir la reelecció de Douglas com a senador el 1858, perquè havia dirigit l'oposició a la Constitució de Lecompton, que hauria admès Kansas com a "estat esclavista". En acceptar la nominació republicana al Senat el 1858, Lincoln va fer el seu famós discurs: "Una família dividida contra si mateixa no podrà subsistir", citant l'Evangeli segons Mateu (Mateu:12,25). Crec que aquest govern no pot durar de manera permanent mig esclau i mig lliure. No espero que la Unió es dissolgui — No espero que caigui la família — però espero que deixi d'estar dividida. S'esdevindrà una cosa, o bé l'altra". El discurs va crear una imatge molt viva del perill de desunió causat pel debat de l'esclavitud, i va reunir els republicans per tot el nord.

### Debats Lincoln-Douglas de 1858
La campanya de 1858 va destacar pels debats entre Lincoln i Douglas, que sovint s'han considerat el debat més famós de la història americana. Lincoln va advertir que el "Poder Esclavista" amenaçava els valors republicans, mentre que Stephen A. Douglas emfatitzava la supremacia de la democràcia, dient que els colons locals havien de ser lliures de decidir si permetien o no l'esclavatge i tenien prioritat sobre la decisió del Tribunal Suprem que negava la ciutadania als esclaus. Encara que els candidats republicans van guanyar més vots populars, els demòcrates van obtenir més escons, i la legislatura va reelegir Douglas per al Senat. Això no obstant, els discursos de Lincoln sobre el tema el van convertir en una figura política coneguda a escala nacional.
El 27 de febrer de 1860, els líders del partit a Nova York van convidar-lo a fer un discurs per un grup de republicans poderosos. En un dels discursos més importants de la seva carrera, Lincoln va demostrar que podia optar a la nominació presidencial pels republicans. Un periodista va informar que "cap home no ha causat mai tanta impressió en la seva primera aparició davant d'una audiència de novaiorquesos".

## Eleccions a la presidència de 1860

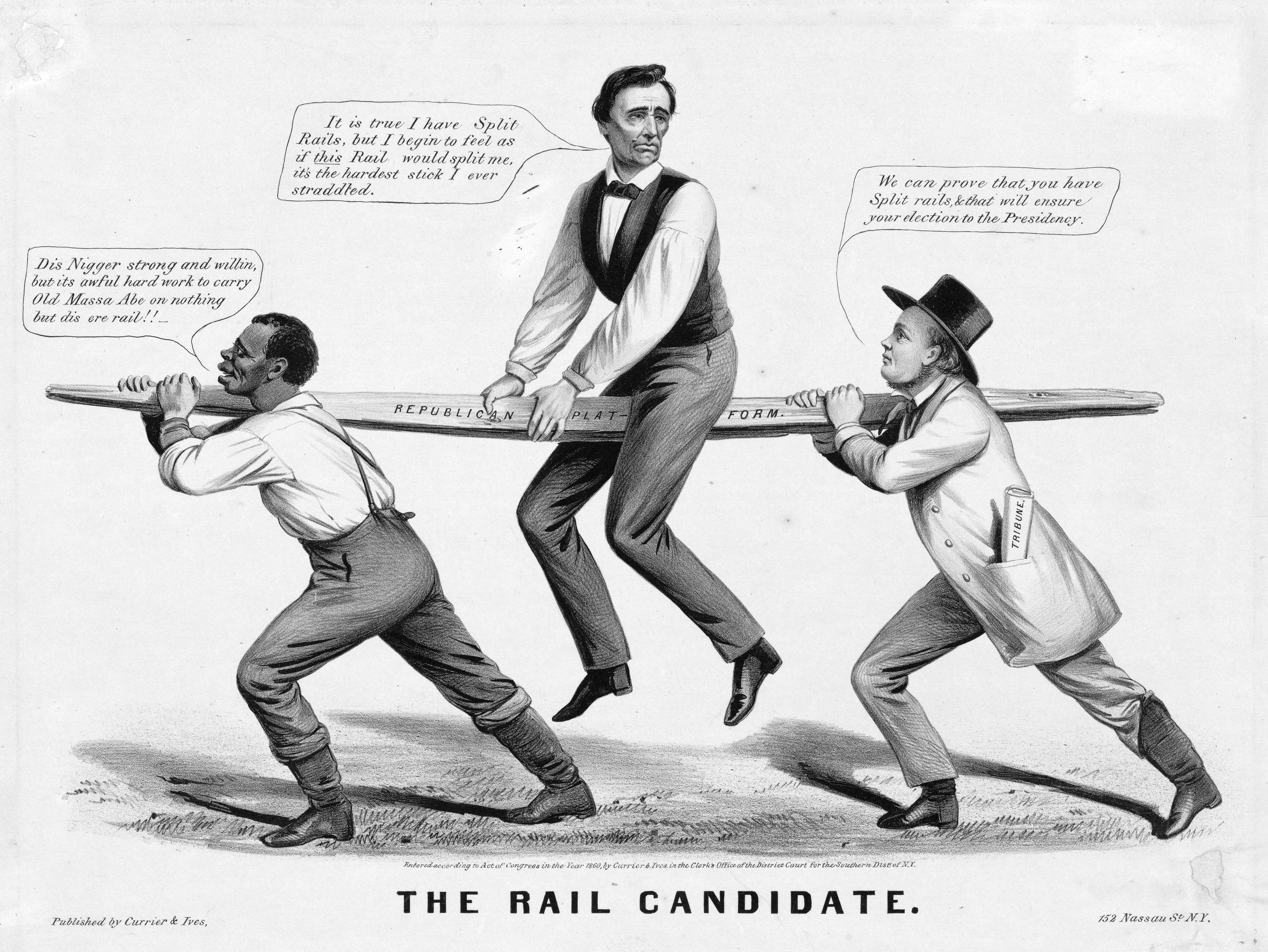
"El candidat de la via" – La candidatura de Lincoln de 1860 s'aguanta pel problema de l'esclavitud (esclau a l'esquerra) i l'organització del partit (director del New York Tribune Horace Greeley a la dreta).

Els dies 9–10 de maig de 1860, es va fer la convenció republicana de l'estat d'Illinois a Decatur. En aquesta convenció, Lincoln va obtenir el primer suport per presentar-se a la presidència. El 18 de maig, a la convenció nacional republicana de Chicago, Lincoln va ser escollit candidat republicà a la tercera votació, superant candidats com William Seward i Salmon P. Chase.
S'ha debatut molt per què Lincoln va guanyar la nominació. Els punts de vista que havia expressat sobre l'esclavitud es veien com més moderats que els dels seus rivals Seward i Chase. Alguns (Seward mateix) creuen que va ser més aviat una derrota de Seward, que no pas una victòria de Lincoln. D'altres ho atribueixen a la sort, i al fet que la convenció es feia a l'estat de Lincoln. La historiadora Doris K. Goodwin creu que la raó autèntica va ser l'habilitat política de Lincoln La majoria dels republicans estaven d'acord amb Lincoln que el Nord era la part ofesa mentre el Poder Esclavista ampliava la seva influència sobre el govern nacional amb la negació de la ciutadania als esclaus i la presidència de James Buchanan. Al llarg de la dècada de 1850, Lincoln havia negat que hi hagués d'haver mai una guerra civil, i els seus partidaris refusaven contínuament les afirmacions que la seva elecció provocaria la secessió.
Mentrestant, Douglas (el mateix que havia derrotat a Lincoln en la campanya per Senador) va ser escollit candidat pels demòcrates del nord. Els delegats dels onze estats esclavistes van retirar-se de la convenció demòcrata, en desacord amb la posició de Douglas sobre la sobirania popular, i al final van seleccionar John C. Breckinridge (el vicepresident en aquell moment) com a candidat.
El Partit de la Unió Constitucional va llançar un quart candidat presidencial, que va ser l'ex-whig John C. Bell.
Mentre Douglas viatjava per tot el país, Lincoln va ser l'únic dels quatre candidats principals que no va fer cap discurs. En comptes d'això, seguia la campanya de prop però es refiava de l'entusiasme del Partit Republicà, que va fer la feina de base que després va aconseguir les majories per tots els estats del Nord. Va preparar multitud de cartells i pamflets de campanya, i milers d'editorials de diaris. Va haver-hi milers d'oradors que se centraven primer en la plataforma del partit, i després en la història de la vida de Lincoln, emfatitzant la pobresa de la seva infància. L'objectiu era demostrar la superioritat del "treball lliure", pel qual un noi de pagès normal i corrent podia treballar i arribar fins al màxim pel seu propi esforç. El Partit Republicà va produir molta més literatura que tots els altres partits junts. Un periodista del Chicago Tribune va fer un pamflet que detallava la vida de Lincoln, i en va vendre un milió de còpies.

Resultats de les eleccions a la presidència de 1860

El 6 de novembre de 1860, Lincoln va ser escollit setzè president dels Estats Units, guanyant el demòcrata Stephen A. Douglas, John C. Breckinridge dels demòcrates del Sud, i John Bell. Va ser el primer president republicà, guanyant gràcies a la força del seu suport al Nord: ni tan sols es va presentar a deu estats del Sud, i només va guanyar dos de 996 comtats a tots els estats del Sud. Douglas va guanyar a Missouri, i Nova Jersey va quedar repartida entre Douglas i Lincoln. Bell va guanyar a Virgínia, Tennessee, i Kentucky, i Breckinridge va guanyar a la resta d'estats del Sud. A Nova York, Nova Jersey i Rhode Island es van formar coalicions de tots els oponents de Lincoln combinats, però encara que s'hagués combinat el vot anti-Lincoln a tots els estats, hauria aconseguit majoria al col·legi electoral.
En total, Lincoln va obtenir el 39,82% dels vots populars (1.866.452 vots); Douglas va treure el 29,46% (1.376.957 sufragis); Breckinridge va obtenir el 18,10% (849.781 vots), i Bell va treure un 12,62% (588.789 sufragis). La participació va ser del 82,2%. En resum, els tres opositors de Lincoln havien sumat gairebé tres milions de vots contra els menys de dos milions de Lincoln, però al Col·legi Electoral Lincoln tenia 180 Grans Electors contra 123 que sumaven els seus opositors (se'n necessitaven 152 per guanyar). Així Lincoln va ser el vencedor i va ser elegit president.

## Presidència iGuerra Civil
Amb l'emergència dels republicans com a partit majoritari al Nord, les tensions entre territoris van augmentar. Els secessionistes del Sud van veure-ho com a senyal que la seva influència en la política nacional s'estava afeblint. Fins llavors, el partit demòcrata havia apuntalat el sistema d'esclavitud fins a un cert punt. Però cada vegada se'l veia que representava una posició més favorable al Sud, i permetia que els sudistes prevalguessin per damunt dels altres territoris i dominessin la política nacional. Però amb la realineació electoral de mitjans de la dècada dels 50 van patir un revés. Les eleccions de 1860 van ser crítiques per marcar un canvi radical en les tendències de lleialtat als partits entre grups de votants; l'elecció d'Abraham Lincoln va ser el resultat de l'equilibri de poder entre interessos i afiliacions competidores a escala nacional.

### L'hivern de la secessió 1860–1861
A mesura que es feia més probable l'elecció de Lincoln, els secessionistes van deixar clar que els seus estats deixarien la Unió. El 20 de desembre de 1860, Carolina del Sud va prendre la iniciativa. Aviat la van seguir Florida, Mississipi, Alabama, Geòrgia, Louisiana, i Texas. Aviat, els set estats van declarar que eren una nova nació, els Estats Confederats d'Amèrica. El Nord va esperar per veure si Virgínia, Carolina del Nord, Tennessee, i Arkansas també se separarien. El president Buchanan i el president electe Lincoln van negar-se a reconèixer la Confederació. Es van fer intents d'arribar a un compromís, com el de Crittenden, que hauria estès la línia de Missouri de 1820. Malgrat que alguns republicans donaven suport al Compromís de Crittenden, Lincoln el va denunciar en cartes privades, dient que "o s'estenia la línia de Missouri, o la Sobirania Popular ens faria perdre tot el que havíem guanyat a les eleccions; que el filibusterisme per tots els que estan al sud nostre, i la fundació d'estats esclavistes continuaria malgrat nosaltres, sota qualsevol dels plans", mentre que d'altres republicans declaraven públicament que "equivaldria a un pacte de guerra perpetu en contra de cada poble, tribu i estat que tingués un pam de terra entre aquí i Terra del Foc".
Els Estats Confederats d'Amèrica van triar Jefferson Davis el 9 de febrer de 1861, com a president provisional.

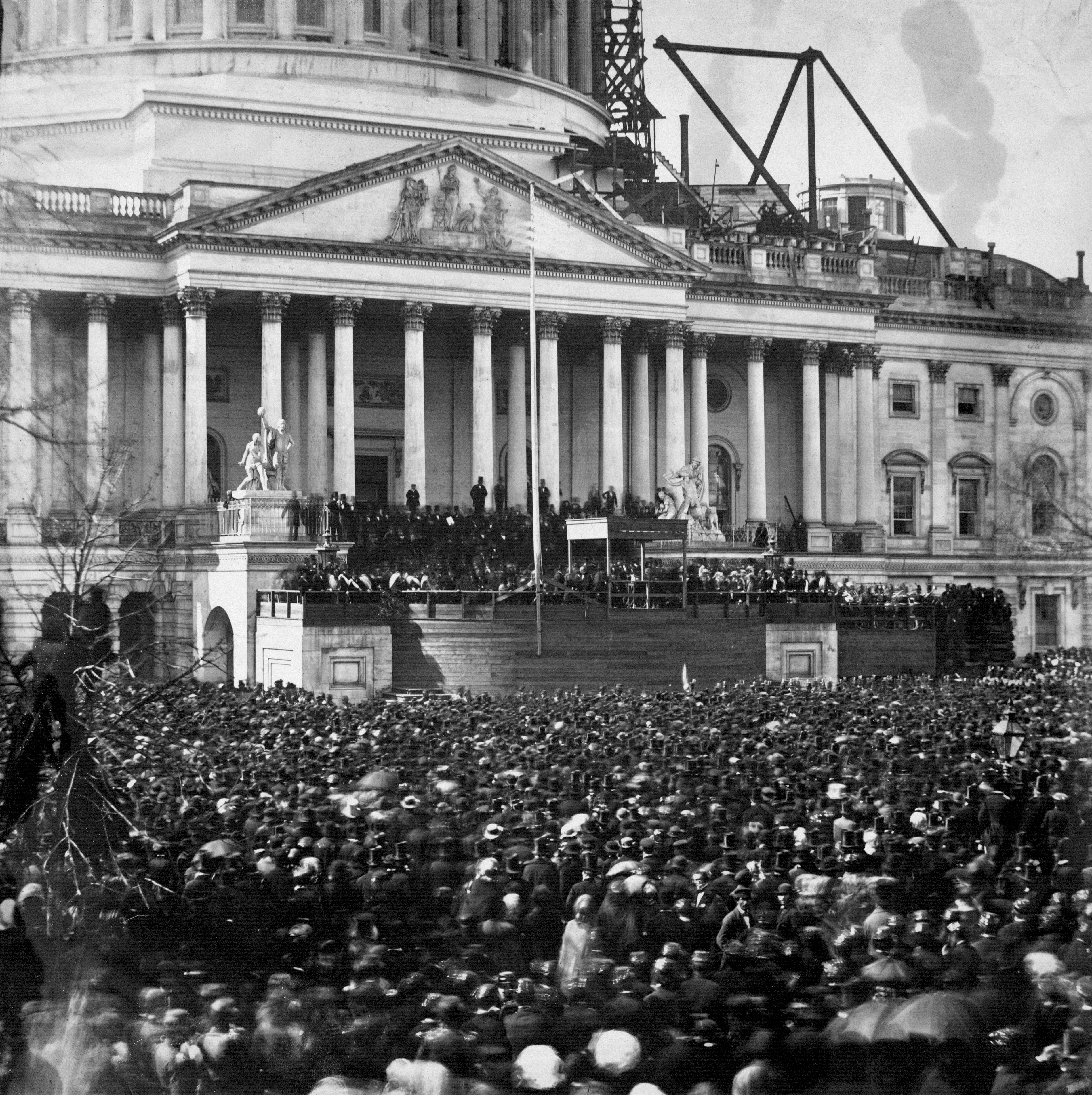
Una fotografia de la presa de possessió d'Abraham Lincoln, el 4 de març de 1861 al davant del Capitoli

El president electe Lincoln va eludir un possible assassinat a Baltimore, i el 23 de febrer de 1861 va arribar disfressat a Washington, D.C. A la seva presa de possessió el 4 de març de 1861, franctiradors van vigilar la tarima inaugural, mentre que soldats a cavall patrullaven pels voltants. Al seu primer discurs de presa de possessió, Lincoln va declarar, "Mantinc que, en vista de la llei universal i de la Constitució, la Unió d'aquests Estats és perpètua. La perpetuïtat s'implica, encara que no s'expressi, a la llei fonamental de tots els governs nacionals", argumentant a més que el propòsit de la Constitució dels Estats Units era formar una "unió més perfecta" que els Articles de la Confederació que eren explícitament perpetus i, per tant, la Constitució també ho era. Va preguntar retòricament que fins i tot si la Constitució fos un simple contracte, no requeriria l'acord de totes les parts rescindir-lo?
Al mateix discurs de presa de possessió, en un intent final de reunir els estats i evitar la guerra, Lincoln va donar suport a l'Esmena Corwin a la Constitució, que havia aprovat el Congrés el dia abans. Lincoln creia que aquesta esmena, que protegia expressament l'esclavitud als estats on ja existia, podia ser una manera d'evitar la secessió.
Quan Lincoln va prendre possessió, però, la Confederació ja era un fet, i cap dels seus líders no proposava de tornar a la Unió sota cap condició. Al Nord, alguns membres del gabinet de Buchanan van recomanar de permetre la secessió. Però els nacionalistes conservadors demòcrates controlaven el gabinet i no ho van permetre. Lincoln i gairebé tots els líders republicans van adoptar aquesta mateixa posició el març de 1861: la Unió no es podia dissoldre. Creient que encara era possible una solució pacífica, Lincoln va decidir no actuar contra el Sud si els unionistes no eren atacats. Això va passar l'abril de 1861.

### Comencen els combats
L'abril de 1861, després que les tropes de la Unió de Fort Sumter (al port de Charleston, a Carolina del Sud) fossin bombardejades i forçades a rendir-se, Lincoln va fer una crida als estats demanant 75.000 voluntaris, per reconquerir els forts, protegir la capital, "i mantenir la Unió", que segons el seu punt de vista encara existia malgrat les accions dels estats secessionistes. Aquests esdeveniments van forçar els estats a triar de quin costat estaven. Virgínia es va separar, i la capital confederada es va traslladar a Richmond. Al llarg dels dos mesos següents, Carolina del Nord, Tennessee, i Arkansas també es van separar. Missouri, Kentucky, i Maryland van amenaçar de fer-ho, però al final, ni aquests estats ni Delaware, que eren esclavistes, no es van separar. Lincoln va negociar amb els líders d'aquests estats, prometent-los de no interferir en l'esclavitud. Un cop van començar els combats, va fer arrestar els líders rebels a les àrees frontereres i els va tancar en presons militars sense judici previ. Es van arrestar més de 18.000 persones; no se'n va executar cap; només una va ser exiliada, i la resta van ser alliberades, en general al cap de dos o tres mesos. Lincoln es preocupava per la protecció de la capital i els seus enllaços ferroviaris amb el Nord. El maig, va haver-hi aldarulls a Baltimore (ciutat al nord de Washington que controlava els enllaços ferroviaris) entre multituds secessionistes i tropes de la Unió que anaven cap al Sud. L'alcalde de Baltimore, i d'altres polítics de Maryland sospitosos van ser arrestats i empresonats.

### Direcció de la guerra

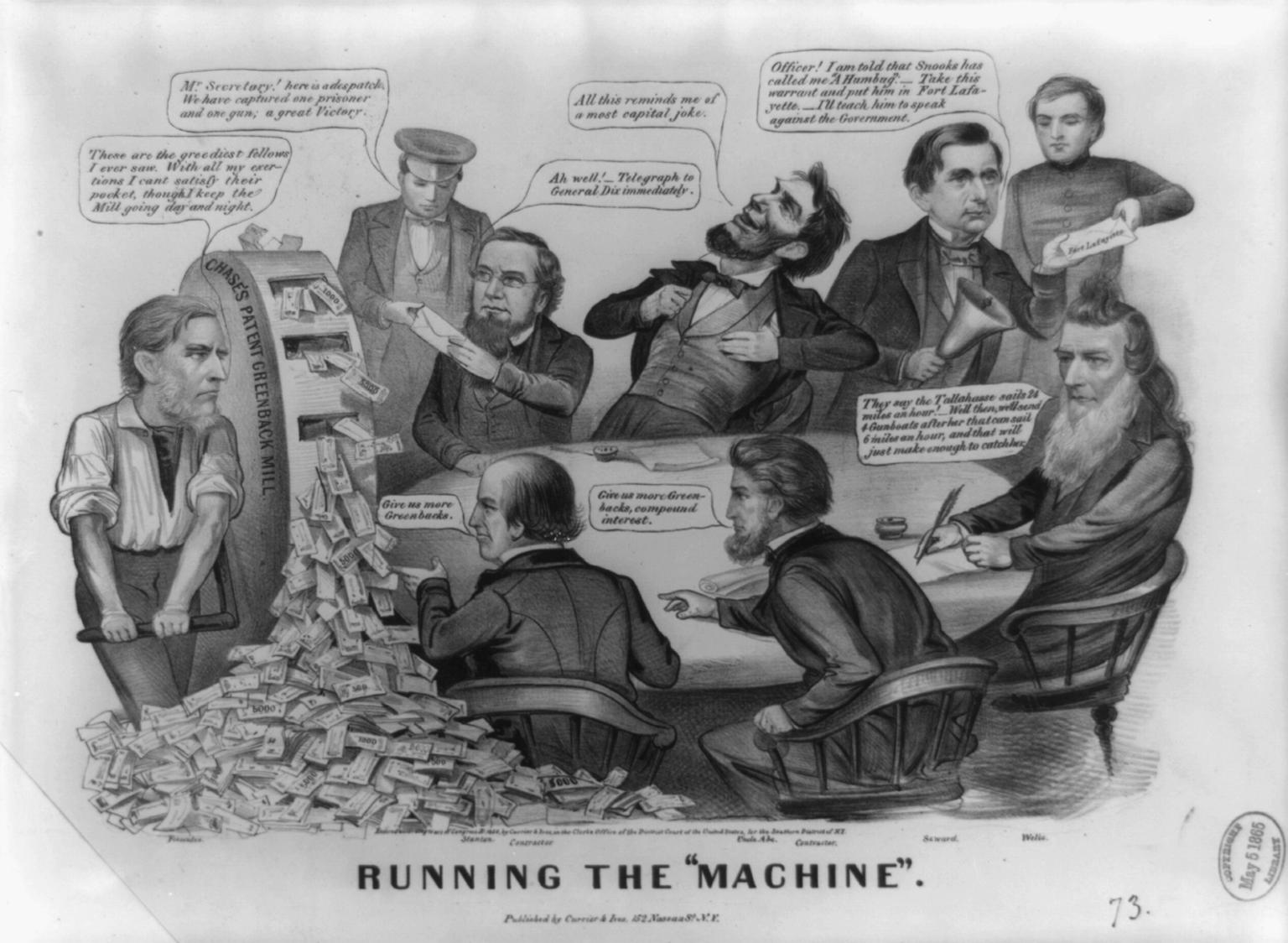
"Running the 'Machine'": Una caricatura política de 1864 crítica amb Lincoln i membres clau de la seva administració

La guerra va ser una font de frustració constant per al president i ocupava gairebé tot el seu temps. Va tenir una relació difícil amb el General McClellan, que va convertir-se en cap suprem de tots els exèrcits de la Unió després de la derrota a la primera batalla de Bull Run i el retir de Winfield Scott a la darreria de 1861. Malgrat la seva manca d'experiència en afers militars, de seguida va prendre part activa en la determinació de l'estratègia de guerra. Tenia dues prioritats: assegurar que Washington estava ben defensada, i dirigir una guerra agressiva que satisfés la demanda d'una victòria ràpida i decisiva. McClellan, un jove graduat a l'Acadèmia Militar dels Estats Units i directiu de ferrocarril que havia estat reclamat per al servei militar actiu, preferia un estil més cautelós. Va trigar uns quants mesos a planejar i executar la Campanya de la Península, amb l'objectiu de capturar Richmond movent l'exèrcit del Potomac per barca cap a la península de Virgínia i després anant per terra fins a Richmond. El retard de McClellan preocupava Lincoln, així com la seva insistència que no calia deixar tropes per defensar Washington. Lincoln el va obligar a deixar tropes a la capital, i, segons McClellan, això va ser la causa del fracàs de la campanya. McClellan, que era demòcrata i conservador, va ser destituït com a estrateg en cap a favor de Henry W. Halleck, després de lliurar una carta a Lincoln on li aconsellava precaució en la direcció de la guerra. La carta de McClellan va indignar els republicans radicals, que va pressionar a Lincoln perquè nomenés John Pope, republicà, com a cap del nou exèrcit de Virgínia. Pope va satisfer el desig estratègic de Lincoln de moure's cap a Richmond des del nord, protegint així la capital al mateix temps. Però Pope va rebre una derrota contundent a la segona batalla de Bull Run l'estiu de 1862, fent que l'exèrcit del Potomac hagués de defensar Washington un altre cop. Com a conseqüència del seu fracàs, Pope va ser enviat a Minnesota a lluitar contra els Sioux.
Malgrat la seva insatisfacció amb el fet que McClellan no havia reforçat a Pope, Lincoln li va tornar a donar el comandament de totes les forces del voltant de Washington, contra l'opinió de la major part del seu gabinet, que el volien fora. Al cap de dos dies del retorn de McClellan, les forces del General Lee van travessar el riu Potomac i van entrar a Maryland, cosa que va provocar la batalla d'Antietam de setembre de 1862. La victòria de la Unió en aquesta batalla, una de les més ferotges de la història americana, va permetre a Lincoln anunciar que faria una Proclamació d'Emancipació el gener, però va rellevar McClellan del seu comandament després de les eleccions al Congrés de 1862 i va nomenar el republicà Ambrose Burnside com a cap de l'exèrcit del Potomac. Burnside era neutral políticament, que és el que Lincoln volia, i estava d'acord amb la majoria dels objectius del president. Burnside havia promès de seguir la visió estratègica de Lincoln d'una ofensiva forta contra Lee i Richmond. Després de la derrota espectacular de Burnside en la batalla de Fredericksburg el desembre, Joseph Hooker va quedar al comandament. Hooker va rebre una forta derrota a mans de Lee en la batalla de Chancellorsville el maig de 1863, però va continuar en el càrrec durant uns dos mesos. No va estar d'acord amb la idea de Lincoln de dividir les seves tropes, per forçar possiblement a Lee a fer el mateix, i va dimitir. Durant la campanya de Gettysburg, va ser substituït per George Meade.
L'ús de tropes negres i d'antics esclaus va ser oficial després de la Proclamació d'Emancipació. Al principi, Lincoln era reticent a tirar endavant aquest programa, però durant la primavera de 1863 ja va iniciar un reclutament massiu de soldats negres. En una carta a Andrew Johnson, llavors governador militar de Tennessee l'animava a liderar aquesta política. Lincoln va escriure: "la simple visió de cinquanta mil soldats negres armats i instruïts a la riba del Mississipi faria acabar la rebel·lió de seguida". Cap al final de 1863, seguint aquestes directrius, el general Lorenzo Thomas havia reclutat vint regiments d'afroamericans de la vall del Mississipi.

### Grant

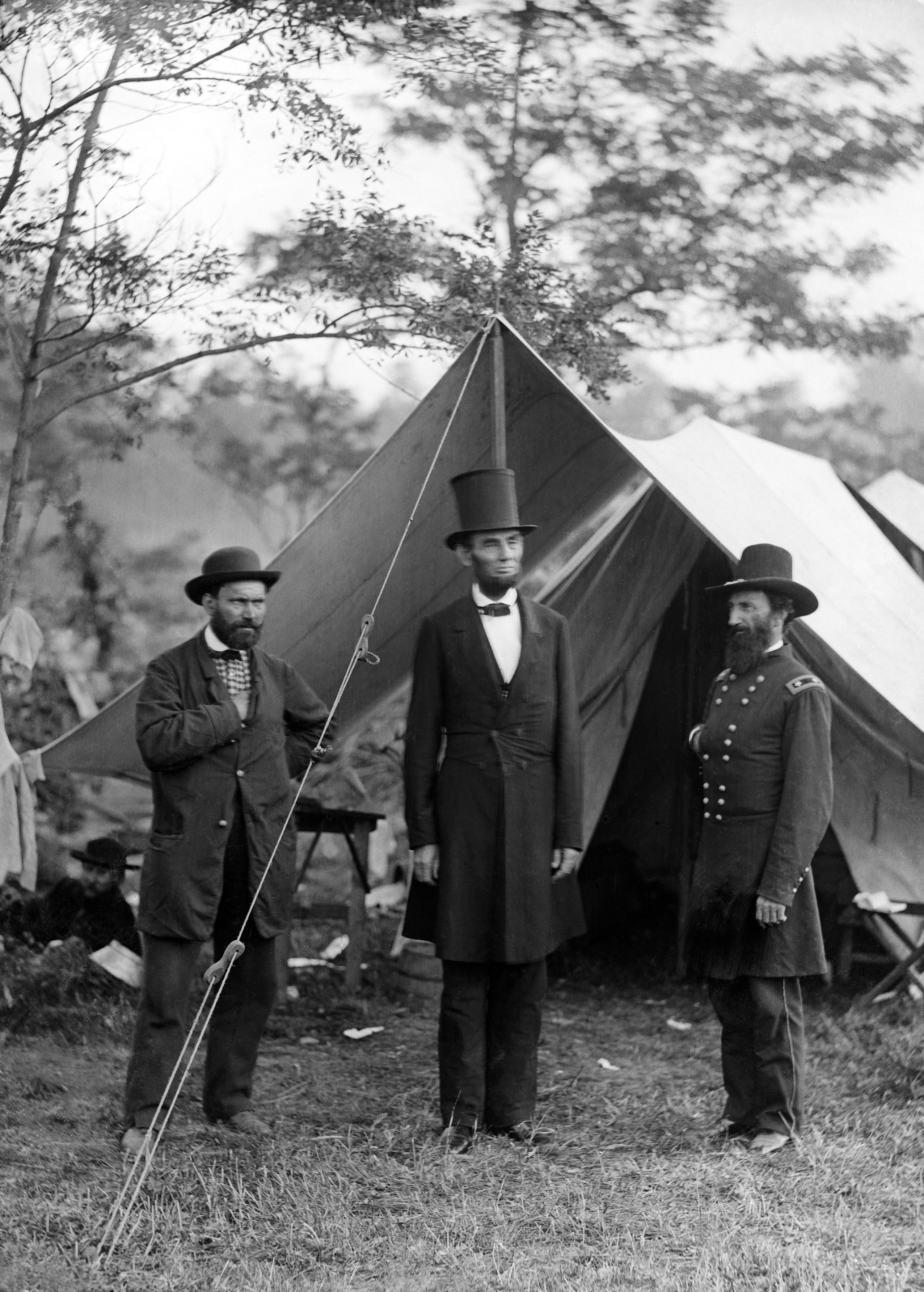
Lincoln, amb barret de copa, a Antietam

Després de la victòria de la Unió a Gettysburg, el fet que Meade no perseguís Lee i els mesos d'inactivitat a l'exèrcit del Potomac van convèncer Lincoln que calia un canvi. McClellan feia campanya per la nominació demòcrata a la presidència, i a Lincoln el preocupaven les possibles aspiracions polítiques de Grant. Però finalment, va concloure que Grant no tenia aspiracions polítiques, almenys a curt termini, i va nomenar-lo comandant de l'exèrcit de la Unió. Grant ja portava una bona sèrie de victòries al front occidental, com les batalles de Vicksburg i Chattanooga. Responent a crítiques contra Grant, Lincoln va respondre, "No puc prescindir d'aquest home. Lluita".
Grant va conduir la sagnant campanya Overland el 1864 amb una estratègia de guerra de desgast, caracteritzada per grans pèrdues per part de la Unió, però pèrdues més grans en comparació pels confederats. El nombre elevat de baixes va preocupar el país, i, després que Grant perdés una tercera part del seu exèrcit, Lincoln va preguntar a Grant quins plans tenia. "Proposo de lluitar fins al final en aquesta línia tot l'estiu, si cal", va contestar Grant. Lincoln i el partit republicà van mobilitzar suport per tot el Nord, van mostrar confiança absoluta en Grant, i van reemplaçar les seves pèrdues.
La Confederació ja no tenia recanvis, i l'exèrcit de Lee es reduïa amb cada batalla. L'abril de 1865, l'exèrcit de Lee va desfer-se sota els atacs de Grant, i Richmond va caure.
Lincoln va autoritzar Grant a atacar les infraestructures confederades – plantacions, ferrocarrils, i ponts – per minar la moral del Sud i debilitar-lo econòmicament. Aquesta estratègia va permetre els generals Sherman i Sheridan destruir plantacions i ciutats a la vall del Shenandoah, Geòrgia i Carolina del Sud. Sherman mateix va calcular que les destrosses causades per la seva "marxa cap al mar" per Geòrgia havien estat de més de 100 milions de dòlars.
Lincoln va entendre la necessitat de controlar punts estratègics (com el riu Mississipi i la ciutat fortificada de Vicksburg) i la importància de derrotar l'exèrcit enemic, més que capturar territori i prou. Això no obstant, li va costar que els seus comandants adoptessin les seves estratègies fins a la fi de 1863, quan va trobar en Ulysses S. Grant un home que compartia la seva visió de la guerra. A partir d'aquell moment va poder realitzar una sèrie d'ofensives coordinades en múltiples fronts, a més de tenir un comandant suprem que estava d'acord a utilitzar tropes negres.
Al llarg de la guerra, Lincoln va mostrar un gran interès per les campanyes militars. Passava hores a l'oficina del telègraf del Departament de Guerra llegint els despatxos des del front. Sovint visitava els camps de batalla, i semblava fascinat per les escenes de guerra. Durant un atac confederat contra Washington D.C. el 1864, Lincoln mirava els combats des d'una posició desprotegida; un capità li va cridar, "Abaixa't, tros d'ase, abans no et toquin!"

### Proclamació d'Emancipació

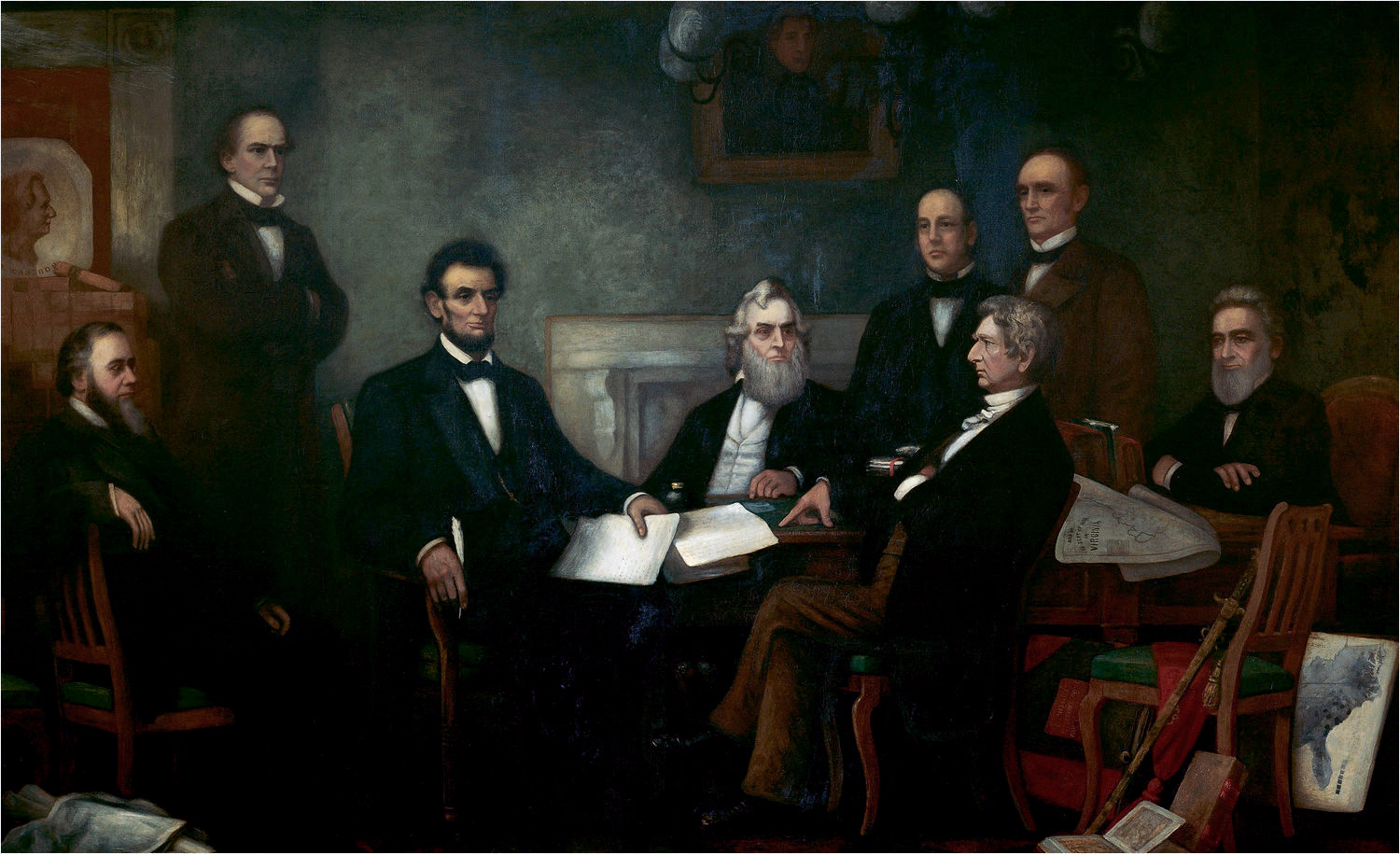
Lincoln es va reunir amb el seu govern el 22 de juliol de 1862 per la primera lectura d'un esborrany de la Proclamació d'Emancipació.

Lincoln sostenia que els poders de la seva administració per acabar amb l'esclavatge estaven limitats per la Constitució. Esperava provocar l'extinció final de l'esclavatge aturant la seva expansió cap a nous territoris de la Unió, i convencent els estats d'acceptar emancipacions compensades si l'estat il·legalitzava l'esclavitud. Creia que així l'esclavatge deixaria de ser rendible, i acabaria extingint-se.
El juliol de 1862, el Congrés va aprovar la segona llei de Confiscació, que alliberava els esclaus de qualsevol que se'l trobés culpable d'ajudar la rebel·lió.
L'objectiu era debilitar la rebel·lió, que era liderada i controlada per propietaris d'esclaus. Encara que no abolia la institució legal de l'esclavatge (això ho va fer la tretzena esmena de la Constitució, la llei demostrava que Lincoln tenia el suport del Congrés per alliberar esclaus propietat de rebels. Aquell mes, Lincoln va discutir un esborrany de la Proclamació d'Emancipació amb el seu govern.
En una resposta astuta a un editorial del New York Tribune, amb l'esborrany de la Proclamació ja a la seva taula, el president subordinava l'objectiu de la fi de l'esclavatge a la causa de la preservació de la Unió, mentre, al mateix temps, preparava el públic perquè l'emancipació fos, al principi, incompleta. Lincoln havia decidit en aquell punt que no podia guanyar la guerra sense alliberar els esclaus, i per tant, era necessari "de fer més per ajudar la causa":
| « | Voldria salvar la Unió. La voldria salvar de la forma més ràpida que permetés la Constitució. Com abans es pugui restaurar l'autoritat nacional, més a prop estarà la Unió de ser la que havia estat ... El meu objectiu principal en aquesta llista és salvar la Unió, i no és ni salvar ni destruir l'esclavatge. Si pogués salvar la Unió sense alliberar cap esclau, ho faria, i si la pogués salvar alliberant tots els esclaus, ho faria; i si la pogués salvar alliberant-ne uns quants i deixant-ne d'altres també ho faria. El que faig sobre l'esclavatge, i sobre la raça de color, ho faig perquè crec que ajuda a salvar la Unió; i del que me n'estic, me n'estic perquè no crec que ajudi a salvar la Unió. Faré menys quan cregui que el que faig fa mal a la causa, i faré més quan cregui que fer més ajudarà la causa. Intentaré de corregir errors quan es demostri que són errors; i adoptaré noves opinions de seguida que es confirmin que són veritables. Aquí he asserit el meu objectiu segons la meva visió del deure oficial; i no tinc cap intenció de modificar el meu desig personal, expressat sovint, que tots els homes de tot arreu puguin ser lliures. | » |

La Proclamació d'Emancipació, que es va anunciar el 22 de setembre de 1862, i va entrar en vigor l'u de gener de 1863, alliberava els esclaus als territoris que encara no estiguessin sota control de la Unió. A mesura que els exèrcits de la Unió avançaven cap al sud, es van alliberar més esclaus, fins que tots els que estaven en territori confederat (més de tres milions) van ser alliberats. Lincoln va dir més endavant: "Mai, en tota la meva vida, havia tingut tanta certesa que estava fent el que era correcte, que quan he signat aquest paper". La proclamació va fer que l'abolició de l'esclavatge fos un objectiu oficial de guerra. Lincoln va concentrar després la seva energia en l'aprovació de la tretzena esmena de la Constitució per abolir l'esclavatge de manera permanent a tota la nació. Va parlar en persona i d'un en un, amb diferents congressistes per convèncer-los de l'esmena, que va ser aprovada finalment pel Congrés a principis de 1865, poc abans de la seva mort.
Durant cert temps, Lincoln va continuar amb plans anteriors per organitzar colònies per als esclaus acabats d'alliberar, però tots els intents van fallar.
Frederick Douglass, el líder abolicionista va dir que Lincoln fou "el primer gran home amb qui vaig parlar als Estats Units lliurement que en cap moment no em va recordar la diferència entre ell i jo, la diferència de color".

### Discurs de Gettysburg
Encara que la batalla de Gettysburg va ser una victòria per la Unió, també va ser la batalla més sagnant de la guerra i va suposar un cop contra la conducció de la guerra per part de Lincoln. Calien més soldats per reemplaçar les baixes a l'exèrcit de la Unió. Els reclutaments forçosos de 1863 van ser considerats "odiosos" per molta gent del Nord, sobretot immigrants. Els aldarulls de Nova York el juliol de 1863 van ser la manifestació més evident d'aquest descontentament. En una carta a Lincoln el setembre de 1863, el governador de Pennsilvània Andrew G. Curtin, l'avisava que els sentiments polítics es giraven en contra de Lincoln i de la guerra:
Si les eleccions fossin ara, el resultat seria molt dubtós, i encara que la majoria dels nostres amics són molt optimistes sobre els resultats, la meva impressió és que les probabilitats estan en contra nostre. Els aires són dolents a l'Estat ... els líders demòcrates han aconseguit d'excitar el prejudici i la passió, han infós el seu verí a les ments del poble, i les possibilitats estan en contra nostre.
El discurs de Gettysburg és un dels parlaments més citats de la Història dels Estats Units.

 Es va fer a la inauguració del Cementiri Nacional de Gettysburg a Gettysburg, Pennsilvània, a la tarda del dijous, 19 de novembre de 1863, durant la Guerra Civil, quatre mesos i mig després que els exèrcits de la Unió derrotessin els de la Confederació a la decisiva batalla de Gettysburg.
El discurs de Lincoln, preparat amb molta cura, que en principi havia de ser secundari de les altres presentacions d'aquell dia, va ser considerat un dels discursos més importants de la història americana. En poc més de dos minuts, Lincoln va evocar els principis de la igualtat entre els homes adoptats per la Declaració d'Independència i va redefinir la Guerra Civil com una lluita no sols per la Unió, sinó també com "un naixement nou de la llibertat" que portaria igualtat real a tots els seus ciutadans, i que també crearia una nació unificada on els drets dels estats no fossin dominants.
Començant amb la frase ara famosa, Four score and seven years ago ... (Ara fa vuitanta-set anys, o més literalment, ara fa quatre vintenes i set anys), Lincoln va parlar dels esdeveniments de la Guerra Civil, i va descriure la cerimònia de Gettysburg com una oportunitat no sols de consagrar un cementiri, sinó també de dedicar els vius en la batalla per assegurar que el "govern del poble, pel poble i per al poble, mai no perirà de la terra".

### Eleccions de 1864

Resultats de les eleccions a la presidència de 1864

Després de les victòries de Gettysburg, Vicksburg i Chattanooga de 1863, la victòria final semblava a l'abast, i Lincoln va promocionar Ulysses S. Grant com a general suprem el 12 de març de 1864. Quan les campanyes d'aquella primavera es van convertir en empats sanguinaris, Lincoln va donar suport a l'estratègia de Grant de desgastar l'exèrcit confederat de Lee amb un cost considerable en baixes també per la Unió. Amb les eleccions acostant-se, va derrotar fàcilment els intents de negar-li la nominació dels republicans. A la convenció, el partit republicà va seleccionar Andrew Johnson, un Demòcrata de guerra de l'estat sudista de Tennessee com a candidat a vicepresident per tal de formar una coalició més ampla. Es van presentar amb la candidatura del Partit de la Unió que reunia els republicans i els demòcrates de guerra.
Això no obstant, republicans de tot el país temien que Lincoln fos derrotat. Reconeixement aquesta por, Lincoln va escriure i signar un compromís que, si perdia les eleccions, derrotaria la Confederació abans de marxar de la Casa Blanca:
| « | Aquest matí, i ja fa alguns dies, sembla força probable que aquesta Administració no serà reelegida. Llavors serà el meu deure de cooperar amb el president electe, per salvar la Unió entre les eleccions i la presa de possessió; perquè haurà aconseguit la seva elecció basant-se en el fet que no la podria salvar després. | » |

Lincoln no va ensenyar el compromís al seu govern, però els va demanar que signessin el sobre segellat.
Mentre que la plataforma demòcrata seguia l'ala pacifista del partit i anomenava la guerra "un fracàs", el seu candidat, el general George B. McClellan, donava suport a la guerra i va repudiar la plataforma.
Lincoln va donar més reforços a Grant i va mobilitzar el seu partit per donar suport a Grant i a la guerra. La captura d'Atlanta pel General Sherman el setembre va acabar amb les pors derrotistes; el partit Demòcrata estava profundament dividit, amb alguns líders i la majoria dels soldats obertament a favor de Lincoln; el Partit de la Unió estava unit i ple d'energia, i Lincoln va ser reelegit fàcilment amb una gran majoria. Va guanyar a tots els estats menys tres, incloent-hi el 78% del vot dels soldats de la Unió.

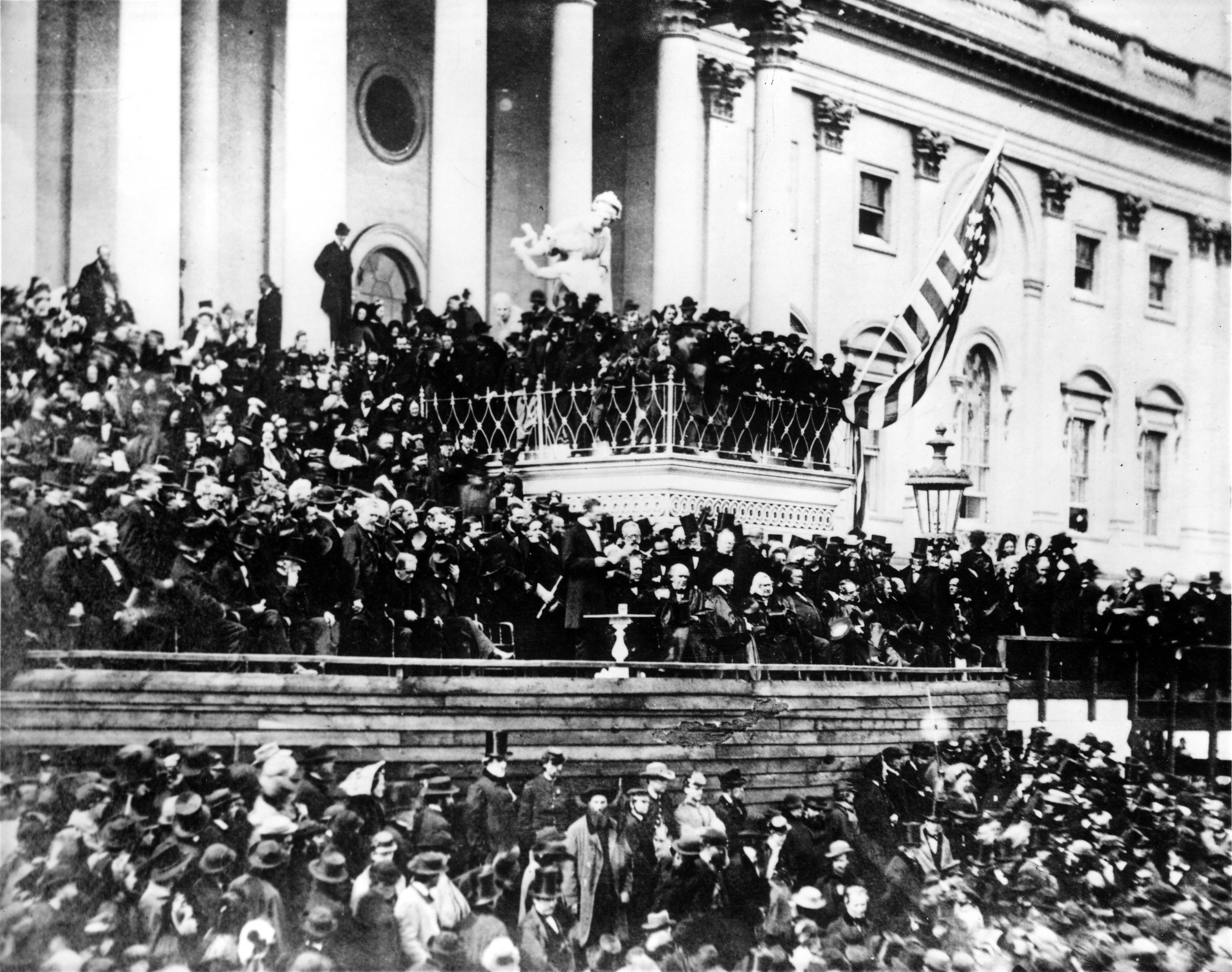
Les úniques fotos que es coneixen de Lincoln fent un discurs es van fer mentre feia el seu segon discurs de presa de possessió. Aquí està dret al centre, amb papers a la mà.

### Segon discurs de presa de possessió
El 4 de març de 1865, Lincoln va pronunciar el seu segon discurs de presa de possessió, el seu favorit. En aquell moment, la victòria sobre els rebels estava a l'abast, l'esclavatge s'havia acabat, i Lincoln mirava cap al futur.
| « | Amb ànsia esperem — ferventment preguem — que aquesta poderosa plaga de la guerra s'escampi aviat. No obstant, si és la voluntat de Déu que continuï, fins que tota la riquesa acumulada pels esforços no remunerats dels esclaus sigui enfonsada, i fins que cada gota de sang extreta a cops de fuet sigui pagada amb una altra gota extreta amb l'espasa, com es va dir fa tres mil anys, igualment s'haurà de dir "els judicis del Senyor són veritables i justos". Sense malícia per a ningú; amb caritat per a tothom; amb fermesa en el dret, tal com Déu ens dona la capacitat de veure'l, esforcem-nos per acabar la tasca en què ens trobem; embenar les ferides de la nació; cuidar el qui hagi patit la batalla, i la seva vídua, i el seu orfe — fer tot el que aconsegueixi i fomenti una pau justa i duradora, entre nosaltres, i amb totes les nacions. | » |

### Reconstrucció
La reconstrucció va començar durant la guerra mentre Lincoln i els seus consellers consideraven la millor manera de reintegrar els estats del Sud i què fer amb els líders confederats i els esclaus alliberats. Lincoln liderava els "moderats" respecte a la política de Reconstrucció, i sovint es trobava amb l'oposició dels republicans radicals, amb Thaddeus Stevens a la Cambra de Representants i Charles Sumner i Benjamin Wade al Senat (encara que en la majoria dels altres temes col·laboraven). Decidit a trobar un camí que reunifiqués la nació i no humiliés el Sud, Lincoln va fer que se celebressin eleccions ràpides amb condicions generoses durant tota la guerra a les àrees que quedaven darrere el front de la Unió. La seva proclamació d'amnistia del 8 de desembre de 1863 oferia el perdó als que no haguessin tingut cap càrrec civil confederat, no haguessin maltractat presoners de la Unió, i signessin un jurament de fidelitat.
Es van haver de prendre decisions crítiques a mesura que cada estat s'anava reconquerint. Van ser especialment importants Tennessee, on Lincoln va nomenar Andrew Johnson com a governador, i Louisiana, on Lincoln va provar un pla que recuperés la condició d'estat quan el 10% dels votants hi estiguessin d'acord. Els radicals republicans van trobar que aquesta política era massa permissiva, i van aprovar el seu propi pla, la Llei Wade-Davis. Quan Lincoln va vetar aquesta llei (de manera indirecta, deixant de signar-la en el termini necessari, quan el Congrés ja es dissolia), els radicals van tornar-s'hi refusant d'acceptar els representants electes de Louisiana, Arkansas, i Tennessee.
Cap al final de la guerra, Lincoln va fer una llarga visita al quarter general de Grant a City Point, Virgínia. Això li va permetre de parlar en persona amb Grant i Sherman sobre el final de les hostilitats (perquè Sherman va poder fer-hi una visita ràpida des de Carolina del Nord);
Lincoln també va visitar Richmond després que el conquerissin les forces de la Unió i va fer el gest de seure a l'escriptori de Jefferson Davis, donant a entendre que el president dels Estats Units tenia autoritat sobre el país sencer. Va ser rebut a la ciutat com un heroi pels esclaus alliberats, els sentiments dels quals es podien resumir en el que va dir un d'ells: "Sé que sóc lliure perquè he vist la cara del Pare Abraham i l'he sentit". Quan un general va demanar a Lincoln com s'havien de tractar els confederats derrotats, Lincoln va contestar: "Deixeu-los-ho fàcil".
Lincoln va tornar a Washington a la tarda del 9 d'abril de 1865, el dia que Lee va rendir-se al Jutjat d'Appomattox a Virgínia. La guerra pràcticament s'havia acabat. Els altres exèrcits rebels es van rendir poc després.

## Política interna

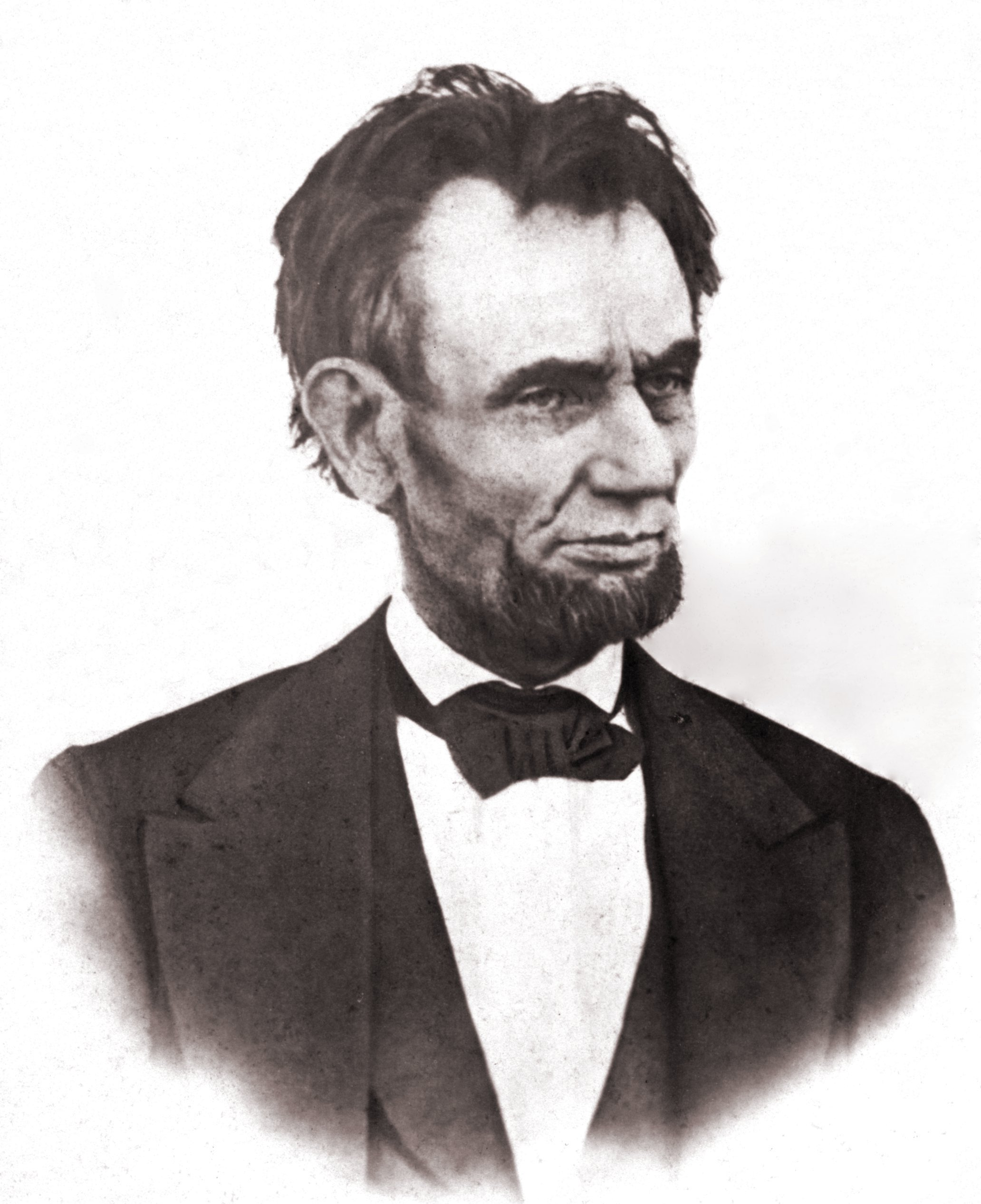
L'última foto de qualitat de Lincoln, presa el març de 1865

### Redefinició del republicanisme
La retòrica de Lincoln va definir les causes de la guerra per al país, el món i la posteritat. Discursos com el de Gettysburg, o el de la segona presa de possessió han passat a la història, i encara ara se citen sovint. En anys recents, els historiadors han destacat la redefinició dels valors republicans que va fer Lincoln. Ja des de la dècada dels 1850, en què la major part de la retòrica política se centrava en la santedat de la Constitució, Lincoln va moure l'èmfasi cap a la Declaració d'Independència com a fonament dels valors polítics americans: el puntal del republicanisme.
L'èmfasi de la Declaració en la llibertat i la igualtat per a tothom, més que la tolerància de l'esclavatge de la Constitució, va desviar el debat. Segons l'historiador Diggins, "Lincoln va presentar als americans una teoria de llur història que ofereix una contribució profunda a la teoria i el destí del republicanisme mateix".
La seva posició va guanyar força perquè va destacar la base moral del republicanisme, més que els detalls legals.
No obstant això, el 1861, Lincoln va justificar la guerra primer en termes legals (la Constitució era un contracte, i perquè una part sortís del contracte, totes les altres havien d'estar-hi d'acord), i després en termes del deure nacional de garantir una "forma de govern republicana" a tots els estats.
Aquest deure també va ser el principi que va guiar la intervenció federal a la Reconstrucció.
Al seu discurs de Gettysburg, Lincoln va redefinir la nació americana, adduint que no havia nascut el 1789 sinó el 1776, "concebuda en la Llibertat, i dedicada a la proposició que tots els homes són creats iguals". Va declarar que els sacrificis de la batalla havien tornat a dedicar la nació a les proposicions de democràcia i igualtat, "perquè aquesta nació tingui un renaixement de la llibertat — i que el govern del poble, pel poble i per al poble no desaparegui de la Terra". Emfatitzant la centralitat de la nació, va rebutjar les pretensions de sobirania dels estats. Mentre alguns crítics diuen que Lincoln va anar massa lluny i massa ràpid, estan d'acord que va dedicar el país a valors que marcaven "una refundació de la nació".

### Suspensió de les llibertats civils
Durant la Guerra Civil Lincoln va fer servir poders que cap president abans que ell havia utilitzat: va declarar un bloqueig naval contra el sud, va suspendre l'habeas corpus, va gastar diners abans que el Congrés ho aprovés, i va fer empresonar sense judici entre 15.000 i 18.000 persones sospitoses de simpatitzar amb la Confederació.

### Mesures domèstiques
Lincoln creia en la teoria Whig de la presidència, que deixava que el Congrés preparés les lleis, mentre que ell les signava. Només va fer servir el seu dret de veto quatre vegades, i l'únic veto significatiu fou el de la llei Wade-Davis. Així, va signar la llei de propietat de la terra (Homestead Act) de 1862, que va permetre posar a la venda a baix cost milions d'hectàrees de terra propietat del govern a territoris de l'Oest. La llei d'Universitats amb concessió de terreny (land-grant colleges), també de 1862, proporcionava concessions del govern per crear universitats agrícoles i tècniques a tots els estats. Les lleis del Ferrocarril del Pacífic de 1862 i 1864 van donar suport federal per la construcció del primer ferrocarril transcontinental dels Estats Units, que es va completar el 1869.
Altres lleis importants van ser dues mesures per incrementar els ingressos del govern federal: aranzels (política que tenia molts precedents), i un impost sobre la renda federal (que era nou), totes preses el 1861. L'impost sobre la renda era una taxa fixa del 3% per ingressos superiors als 800 dòlars (18.910 dòlars d'avui en dia), que es va modificar l'any següent per una taxa progressiva.
Lincoln també va presidir l'expansió de la influència econòmica del govern federal sobre d'altres àrees. La creació del sistema de bancs nacionals per les lleis de 1863, 1864, i 1865 va permetre la creació d'un sistema financer nacional fort. El 1862, el Congrés va crear, amb l'aprovació de Lincoln, el Departament d'Agricultura. La llei de Moneda Legal de 1862 va establir el primer paper moneda de la història dels Estats Units des dels "continentals" que s'havien emès durant la Revolució. Això es va fer per augmentar la circulació de diners per pagar la guerra.
El 1862, Lincoln va enviar un general experimentat, John Pope, per reprimir la rebel·lió Sioux a Minnesota. Quan va rebre 303 sentències de mort per indis acusats de matar pagesos innocents, Lincoln va ordenar que es revisessin aquestes sentències, aprovant-ne finalment 39 (una va ser commutada més endavant).
Abraham Lincoln és responsable en bona part de la institució del Dia d'acció de gràcies als Estats Units. Abans de la seva presidència, el dia d'acció de gràcies era només una festa regional a Nova Anglaterra, i el govern federal l'havia proclamada només de tant en tant, i en dates irregulars. L'última havia estat durant la presidència de James Madison cinquanta anys enrere. El 1863, Lincoln va fixar l'últim dijous de novembre com a dia d'acció de gràcies, i la festa s'ha celebrat anualment des de llavors.

## Assassinat

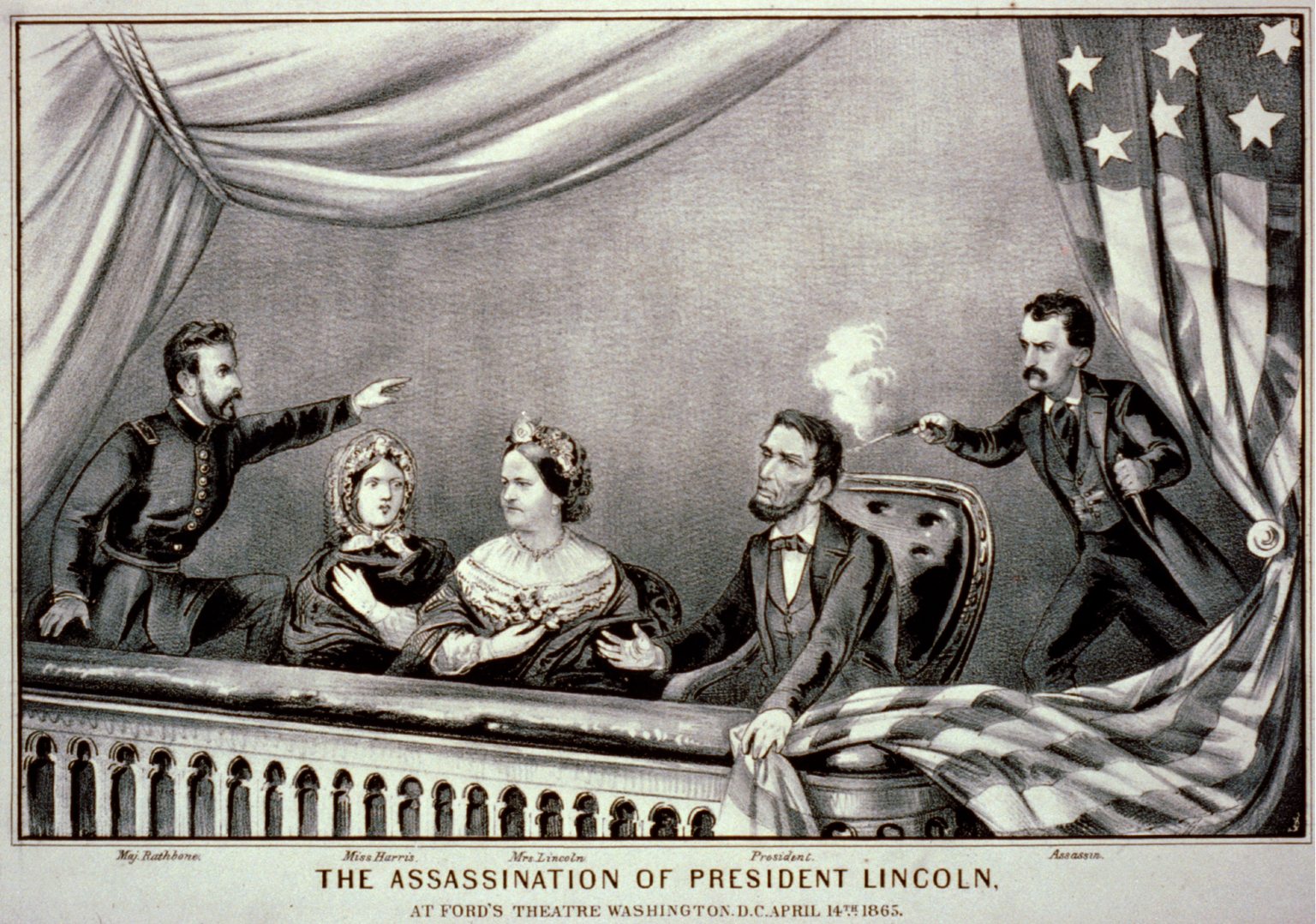
L'assassinat d'Abraham Lincoln. D'esquerra a dreta: Henry Rathbone, Clara Harris, Mary Todd Lincoln, Abraham Lincoln i John Wilkes Booth

El 4 d'abril 1865, Lincoln va tenir un somni en el qual va veure gent plorant a la Casa Blanca i va veure un cadafal, sobre el qual descansava un cadàver embolicat en vestidures funeràries amb soliders circumdants, Lincoln va demanar als soldats sobre la persona morta i se li va dir que era el president assassinat per un assassí.
John Wilkes Booth, un actor conegut que era també espia confederat de Maryland, havia preparat un pla per segrestar Lincoln i intercanviar-lo per presoners confederats. Després d'assistir a un discurs l'onze d'abril on Lincoln va promoure el dret de vot per als negres, Booth va canviar els plans i va decidir assassinar el president.
En saber que el president i la primera dama assistirien a una funció al Teatre Ford, va preparar el seu pla, assignant col·laboradors per assassinar també el vicepresident Andrew Johnson i el secretari d'Estat William H. Seward. Sense el seu guardaespatlles principal, Ward Hill Lamon, a qui havia explicat el seu famós somni premonitori del seu assassinat, Lincoln va anar a veure l'obra El nostre cosí americà el 14 d'abril de 1865. Mentre un únic guardaespatlles voltava pel teatre, i Lincoln seia a la seva llotja (número 7) de l'amfiteatre, Booth es va amagar darrere el president i va esperar el que creia que seria el moment més divertit de l'obra, perquè les rialles tapessin el soroll del tret. Quan van començar les rialles, Booth va entrar a la llotja i li va disparar un sol tret al cap, a boca de canó, tot cridant "Sic semper tyrannis!" (llatí: Sempre així als tirans). L'alcalde Henry Rathbone va lluitar uns moments amb Booth però va rebre un tall de ganivet. Després, Booth va saltar des del balcó i va caure a l'escenari i es va escapar, malgrat que s'havia trencat la cama en saltar.

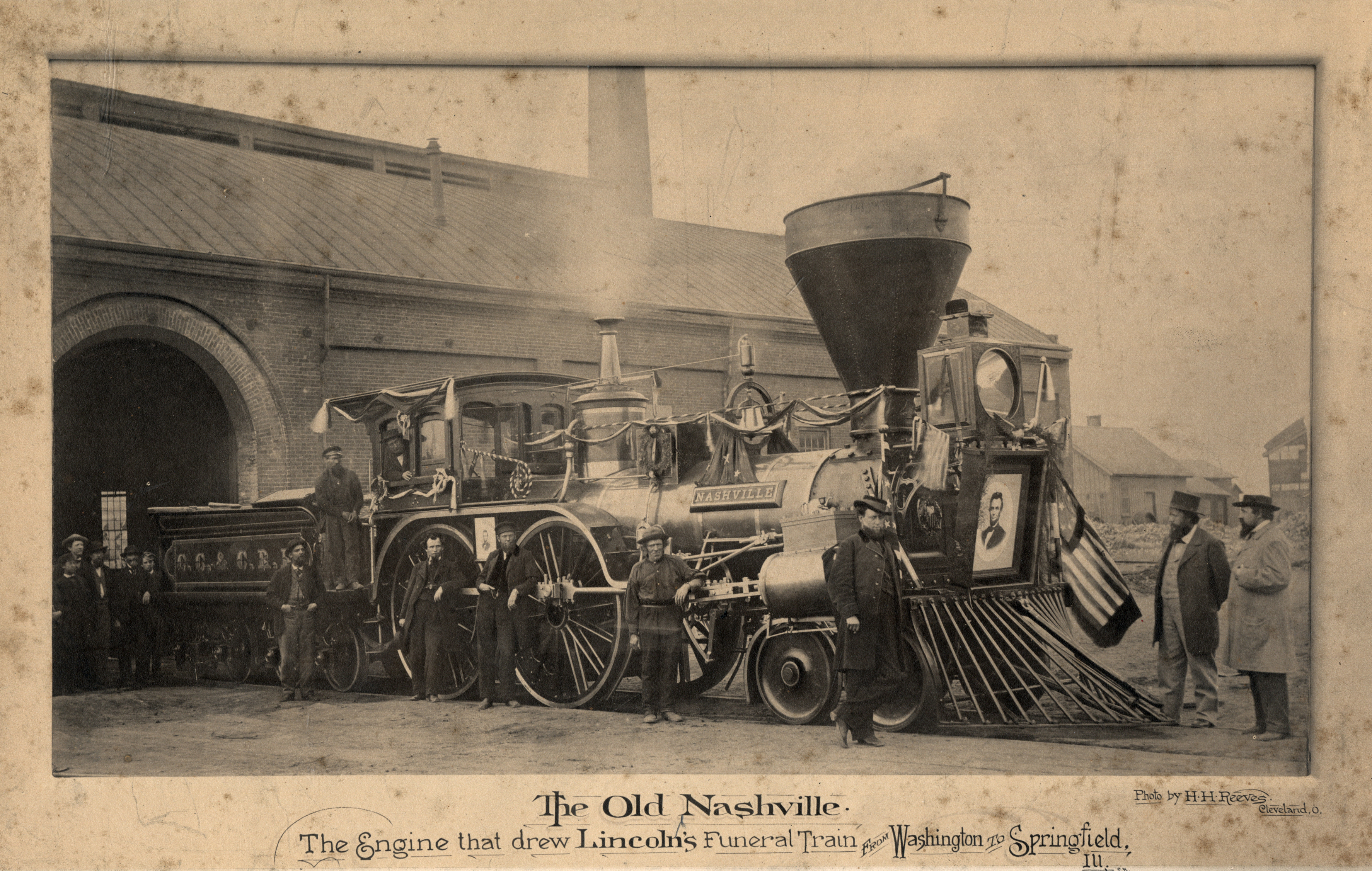
El tren funerari de Lincoln va transportar les seves despulles, 300 persones de dol i el taüt del seu fill, William, durant 2.662 km fins a Illinois

Un cirurgià militar va descriure de seguida la ferida de Lincoln com a mortal. El president va ser traslladat des del teatre cap a l'altra banda del carrer, a Petersen House, on va quedar en coma durant nou hores abans de morir. Diversos metges el van atendre. Un d'ells va localitzar fragments de crani i la bala 15 cm dins del cervell. Lincoln no va recuperar la consciència i es va certificar la seva mort a les 7.22 del matí del 15 d'abril de 1865. Va ser el primer president americà assassinat i també el primer a ser exposat en capella ardent.
El cos de Lincoln va ser transportat mitjançant un tren funerari en una gran processó que va passar per diversos estats, de tornada cap a Illinois. Mentre bona part del país estava de dol per qui consideraven el salvador dels Estats Units, un sector del partit Demòcrata (els copperheads) va celebrar la mort de qui consideraven un tirà.
Durant dotze dies, Booth va ser buscat per agents federals (dirigits pel secretari de guerra Edwin M. Stanton). Al final el van acorralar en un graner a Virgínia, i el van ferir a trets. Va morir poc després a causa de les ferides.
La tomba de Lincoln al cementiri d'Oak Ridge a Springfield, Illinois, fa 54 metres d'alçada, i, el 1874, es va rematar amb diverses estàtues de bronze de Lincoln. Per evitar els intents de robatori del cos de Lincoln per demanar-ne rescat, el seu fill el va fer exhumar i el va tornar a enterrar sota una capa espessa de ciment el 1901.

## Creences religioses i filosòfiques
El març de 1860, Lincoln va dir en discurs, parlant de l'esclavatge: "Quan aquesta qüestió es resolgui, s'ha de fer sobre alguna base filosòfica; si no és sobre una opinió filosòfica, no es pot mantenir de manera permanent cap política". La base filosòfica de les creences de Lincoln sobre l'esclavatge i altres problemes de la seva època fan que Lincoln s'hagi d'examinar com a "home d'idees". Lincoln era un gran partidari de la versió Whig del capitalisme liberal, que tenia la capacitat d'expressar les seves idees dins del context de les creences religioses del segle xix.
Com que no tenia una educació formal, poques persones van influir-hi directament. La seva filosofia personal va prendre forma gràcies a una "memòria prodigiosa i una passió per la lectura i l'aprenentatge". Van ser les seves lectures, més que les relacions, el que més va influir en les seves creences.
Ja de petit, Lincoln rebutjava en general la religió organitzada, però la "doctrina de necessitat" calvinista va acompanyar-lo tota la vida. El 1846, Lincoln va descriure els efectes d'aquesta doctrina com que "la ment humana és forçada a actuar, o aturada per algun poder, sobre el qual la pròpia ment no té cap control".
L'abril de 1864, en justificar la seva actuació respecte a l'Emancipació, Lincoln va escriure: "no pretenc haver controlat els esdeveniments, sinó que confesso francament que els esdeveniments m'han controlat a mi. Ara, al final d'una lluita de tres anys, l'estat de la nació no és el que havia previst ni esperat cap partit, ni cap home. Només Déu pot pretendre-ho".
A mesura que Lincoln madurava, i especialment durant la seva època de president, la idea d'una voluntat divina que interaccionava d'alguna manera amb els afers humans va influir cada vegada més en les seves expressions públiques. En el terreny personal, la mort del seu fill Willie el febrer de 1862 pot haver fet que Lincoln busqués en la religió respostes i alleujament.
Després de la mort de Willie, a l'estiu o a principis de la tardor de 1862, Lincoln va intentar de plasmar els seus pensaments sobre per què, des d'un punt de vista diví, la crueltat de la guerra era necessària:
| « | La voluntat de Déu preval. En grans conteses, cada bàndol diu que actua d'acord amb la voluntat de Déu. Tots dos, i un segur, poden estar equivocats. Déu no pot estat a favor i en contra de la mateixa cosa al mateix temps. En la guerra civil actual és força possible que l'objectiu de Déu sigui alguna cosa diferent dels objectius de cada bàndol—però igualment els instruments humans, funcionant com ho fan, són la millor adaptació per obtenir el Seu propòsit. Estic gairebé a punt d'assegurar que això és probablement cert—que Déu vol aquesta contesa, i vol que encara no s'acabi. Tan sols amb el seu poder sobre les ments dels contrincants, hauria pogut salvar o destruir la Unió sense cap contesa humana. Així i tot, la contesa va començar. I havent començat, podia donar la victòria a qualsevol bàndol en qualsevol moment. Així i tot, la contesa continua. | » |

L'escepticisme religiós de Lincoln va augmentar per la seva exposició a les idees il·lustrades de Locke, i el liberalisme clàssic, especialment l'econòmic. Coherent amb la pràctica habitual del partit Whig, Lincoln sovint utilitzava la Declaració d'Independència com a expressió filosòfica i moral de totes dues filosofies.
En un discurs de 1861, a la sala de la Independència a Filadèlfia, Lincoln va dir, 
| « | No he tingut mai cap sentiment polític que no provingués dels sentiments que materialitza la Declaració d'Independència. ... No era simplement la separació de les colònies de la metròpoli; sinó el sentiment de la Declaració d'Independència que donava la llibertat, no sols a la gent d'aquest país, sinó també al món, per a tots els temps futurs. Era això el que prometia que al seu temps, el pes s'aixecaria de les espatlles de tots els homes. Això és un sentiment contingut dins de la Declaració d'Independència. | » |

Va trobar a la Declaració la justificació per la política econòmica Whig i per l'oposició a la plataforma nativista dels Know Nothings. En declarar que tots els homes havien estat creats iguals, Lincoln i els Whigs argumentaven que aquesta llibertat requeria el progrés econòmic, educació general, territori per créixer, i la capacitat de la nació d'absorbir la creixent població immigrant.
Va ser en la Declaració d'Independència, més que no pas en la Bíblia que Lincoln es va basar per oposar-se a l'expansió de l'esclavitud. Va veure la Declaració com més que un document polític. Per a ell, i per a molts abolicionistes i d'altres líders contra l'esclavitud, era, primordialment, un document moral que havia determinat criteris eternament vàlids per donar forma al futur de la nació.

## Llegat i memòria

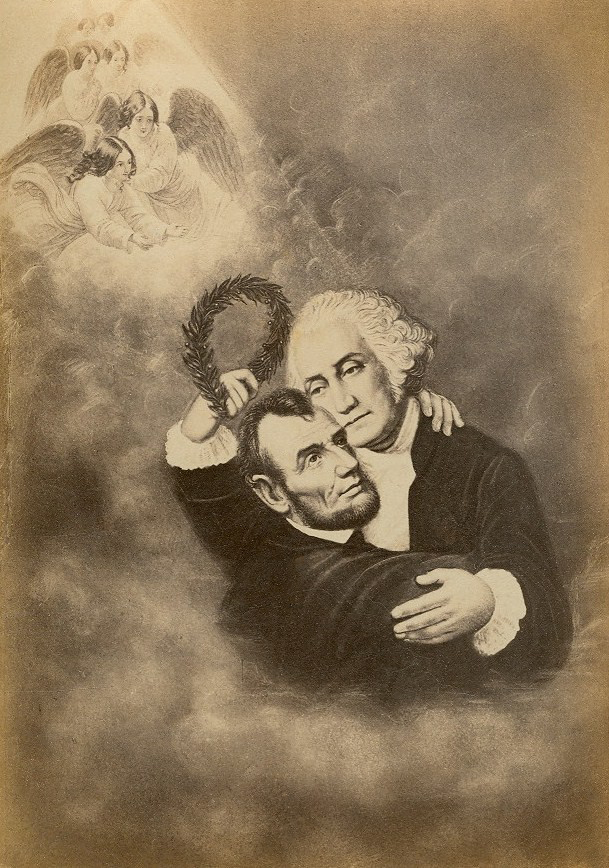
L'Apoteosi d'Abraham Lincoln, rebut per George Washington al cel (obra de la dècada dels 1860)

La mort de Lincoln en va fer un màrtir nacional. En les classificacions històriques sobre els millors presidents dels Estats Units, Lincoln ha estat normalment entre els tres primers juntament amb George Washington i Franklin D. Roosevelt. Segons un estudi de 2004, els estudiosos d'història i política el posaven en primer lloc, mentre que els especialistes en dret el deixaven segon darrere de Washington. Se'l sol veure com la personificació dels valors clàssics de l'honestedat i la integritat, així com el respecte pels drets individuals i de les minories, i la llibertat humana en general.
Tota mena d'organitzacions i empreses americanes continuen utilitzant la seva imatge, des d'asseguradores fins a marques de cotxes.
Durant la Guerra Civil espanyola, el grup americà de les Brigades Internacionals es va anomenar l'Abraham Lincoln Brigade. Moltes ciutats dels Estats Units porten el seu nom, incloent-hi la capital de Nebraska.
El nom i la imatge de Lincoln apareixen en molts llocs. Els més coneguts són probablement el Lincoln Memorial de Washington, D.C., el bitllet de 5 dòlars, la moneda d'un cèntim de dòlar, i la seva escultura del Mont Rushmore. La seva casa de Springfield, Illinois i una reconstrucció de la de New Salem s'han convertit en museu, així com el Teatre Ford i la Petersen House, on va morir. L'estat d'Illinois ha adoptat el malnom de Land of Lincoln (terra de Lincoln), i aquesta frase ha aparegut a gairebé totes les matrícules de l'estat des de 1954.